# État bourguignon
Pour les articles homonymes, voir Bourguignon.
Ne doit pas être confondu avec États de Bourgogne.
1384–1512
Entités précédentes :
- Fiefs du
 Royaume de France :
 Duché de Bourgogne (1363)
 Flandre (1384)
 Artois (1384)
 Vermandois (1435)
etc.
- États du
 Saint-Empire romain germanique :
 Franche-comté de Bourgogne (1384)
 Brabant (1430)
 Hainaut (1433)
 Hollande (1433)
 Luxembourg (1443)
etc.

Entités suivantes :
- Cercle de Bourgogne
( Saint-Empire romain germanique)
- Royaume de France

Le terme d'État bourguignon sert dans l'historiographie contemporaine à désigner l'ensemble des possessions rassemblées par les Valois-Bourgogne aux XIVe siècle et au XVe siècle, en partie transmis, via Marie de Bourgogne, à la maison de Habsbourg (Maximilien d'Autriche, puis Charles Quint) après la mort de Charles le Téméraire (1477). Puis plus tard, à la branche des Habsbourg d'Espagne (Philippe II et ses descendants) et qui devient 1512, le cercle de Bourgogne.
Le terme d'État bourguignon a été popularisé en France à la suite des travaux de Bertrand Schnerb, tandis qu'Élodie Lecuppre-Desjardin parle plutôt de Grande Principauté de Bourgogne. On trouve aussi les termes : États bourguignons et État burgundo-flamand.
Cet agrégat de principautés féodales de statut divers (duchés, comtés, seigneuries), relevant de la France ou de l'Empire, a constitué à la fin du Moyen Âge et durant la Renaissance le fondement d'une puissance politique de premier plan. C'est un exemple de tentative de construction étatique parvenant presque au XVe siècle à être le premier royaume créé en Occident depuis plusieurs siècles.
En partie désagrégé avec la mort du Téméraire, ce qui reste de son héritage, devient en 1512 le cercle de Bourgogne, composé des anciens Pays-Bas et du comté de Bourgogne, dont l'indivisibilité est officiellement reconnue par la Pragmatique Sanction de 1549, puis renforcée par la réforme des diocèses des Pays-Bas en 1559 (création du siège primatial de Malines).
Mais cette existence est remise en cause par la révolte des Pays-Bas contre Philippe II (1566), qui aboutit en 1581 à la sécession des Provinces-Unies au cours de la guerre de Quatre-Vingts Ans.

## Le caractère problématique de la notion d'État à la fin du Moyen Âge
À l'époque, la notion d'État est floue, bien éloignée de son sens moderne, et on n'emploie donc jamais celle d'État bourguignon. Pour désigner leurs terres, les ducs parlent plutôt de « nos principautés », « nos États » ou « nos provinces ». Les autres producteurs d'écrit utilisent le même type de formulation. C'est Henri Pirenne, pour des raisons idéologiques liées à la construction nationale belge, qui affirme la constitution d'un État moderne fondé sur une unité pré-nationale autour des ducs de Bourgogne. Johan Huizinga, tout en soulignant le caractère anachronique de la chose, lui emboîta le pas. Aujourd'hui, certains historiens continuent d'employer de façon fréquente l'expression d'« État bourguignon », mais l'usage du singulier continue cependant à faire débat.
L'expression a été d'une certaine façon consacrée auprès du public par la monographie homonyme de Bertrand Schnerb. Un certain nombre d'éléments accréditent cette vision d'un État unique constitué par les ducs :
- la fondation par Philippe le Bon et surtout Charles le Téméraire d'une puissante armée de métier à laquelle tous les « pays de par-deça et de par-delà » contribuent plus ou moins (mâtinée de mercenaires anglais, allemands et italiens), qui se plie à des règles et un chef ultime communs l'ensemble des combattants enrôlés sous la bannière bourguignonne ;
- la volonté des Valois-Bourgogne, devenue une idée fixe chez Charles le Téméraire, de réunir leurs provinces en un bloc géographique d'un seul tenant (ressuscitant le royaume de Lotharingie de jadis), qui faciliterait les communications intérieures et la circulation de l'armée bourguignonne ;
- la volonté d'uniformisation administrative des ducs, traduite par des institutions communes : les Chambres des comptes, le Conseil ducal, le Parlement de Malines, un chancelier unique, etc. ;
- la production d'ordonnances identiques dans toutes les provinces, de façon à leur donner une législation commune ;
- la tentative d'établir une fidélité dynastique à travers un système de cour étoffé et des signes identitaires.

D'autres historiens, notamment Jean-Marie Cauchies, à la suite de Paul Bonenfant, font remarquer que l'on devrait plutôt parler d'« États bourguignons », au pluriel. En effet :
- les contemporains employaient le pluriel ;
- le prince ne régnait pas sur l'ensemble de ses pays en tant que « duc de Bourgogne » mais comme seigneur particulier de chacun d'entre eux, c'est-à-dire comme duc de Brabant, comte de Flandre, d'Artois, de Hollande etc. ;
- il n'existait pas de véritable sentiment d'appartenance commune dans chacune des seigneuries du duc de Bourgogne, celles-ci étant différentes par la langue, le droit, les institutions ;
- dans aucune de ses possessions, le duc de Bourgogne n'était souverain de droit ; au-dessus de lui, il y avait un souverain : soit le roi de France, soit l'empereur. Toutefois, leur souveraineté était limitée : dans la réalité, le duc de Bourgogne ne rendait pratiquement pas compte de ses actes à un supérieur dans l'ordre temporel. De fait, il agissait comme un souverain en pratique, même s'il ne l'était pas en droit[Note 1].

Il ne faut pas ici considérer le terme « État » selon son sens moderne. L'historiographie a largement consacré la notion « d'État princier » pour désigner certaines constructions politiques n'ayant pas de souveraineté (« État breton », Stato Sforzesco pour le duché de Milan, etc.). Considérant que l'État bourguignon n'est ni État souverain ni un État unifié du point de vue du droit, il s'agit surtout de donner un nom à cette « grande principauté » formée sous la houlette des ducs de Bourgogne afin d'exclure l'abus de langage, trop fréquent, qui consiste à l'assimiler au seul « duché de Bourgogne ».

## Origines
Le 28 décembre 1361, Jean II de France, le deuxième roi Valois, revendique avec succès le duché après la mort de Philippe, le dernier duc capétien.
Le duché ne fut pas intégré au domaine royal ; il resta une entité féodale distincte, les états bourguignons s'opposant fermement à son annexion,.
En janvier 1362, il nomma Henri de Bar, seigneur de Pierrefort, comme premier gouverneur, mais dès le 25 janvier 1362, Jean nomma Jean de Melun, comte de Tancarville, gouverneur de Bourgogne.
Trois ans plus tard, le roi de France le transmet à son fils Philippe le Hardi, formant une seconde maison de Bourgogne qui va peu à peu régner sur un vaste ensemble territorial aujourd'hui connu sous le nom d'État bourguignon.

## Construction et expansion de l'État bourguignon (1363-1475)

### Le règne de Philippe le Hardi (1363-1404)

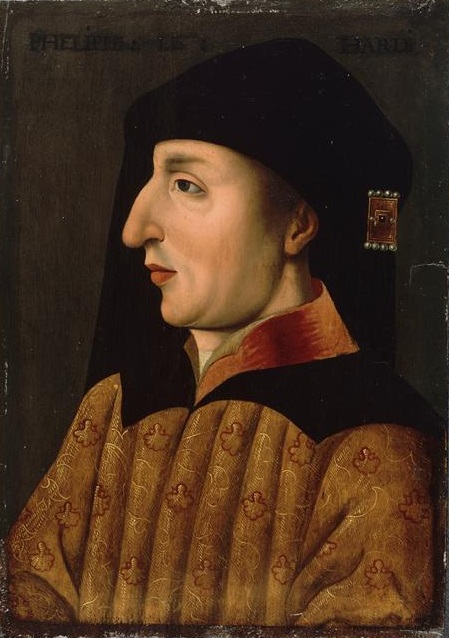
Le duc Philippe le Hardi.

En 1369, le duc de Bourgogne Philippe le Hardi (1342-1404), prince de la maison de Valois, fils du roi de France Jean II le Bon, épouse la comtesse Marguerite III de Flandre (1350-1405), héritière du comte de Flandre Louis de Male (1330-1384) et veuve, depuis l'âge de 11 ans, du duc Philippe Ier de Bourgogne (1346-1361), prédécesseur de Philippe le Hardi.
À la mort de Louis de Male, Philippe reçoit donc le comté de Flandre, qui avec les villes de Gand, de Bruges, de Lille, est alors une des provinces les plus riches d'Europe, mais aussi le comté d'Artois, limitrophe de la Flandre, le comté de Rethel et deux fiefs jouxtant le duché de Bourgogne : le comté de Nevers et le comté de Bourgogne (c'est-à-dire la Franche-Comté sans Besançon, ville libre impériale), situé dans l'Empire.
Fort des fiefs qu'il contrôle à partir de 1384, Philippe le Hardi prend part à la fin du siècle aux conflits qui troublent le royaume de France : la guerre de Cent Ans, opposant alors Charles VI de France et Henri V d'Angleterre ; le conflit entre princes français au sujet de la régence du royaume de France (Charles VI étant considéré comme fou), avec deux factions principales, celle des ducs d'Orléans (les Armagnacs) et celle des ducs de Bourgogne (les Bourguignons).

### Le règne de Jean sans Peur (1404-1419)

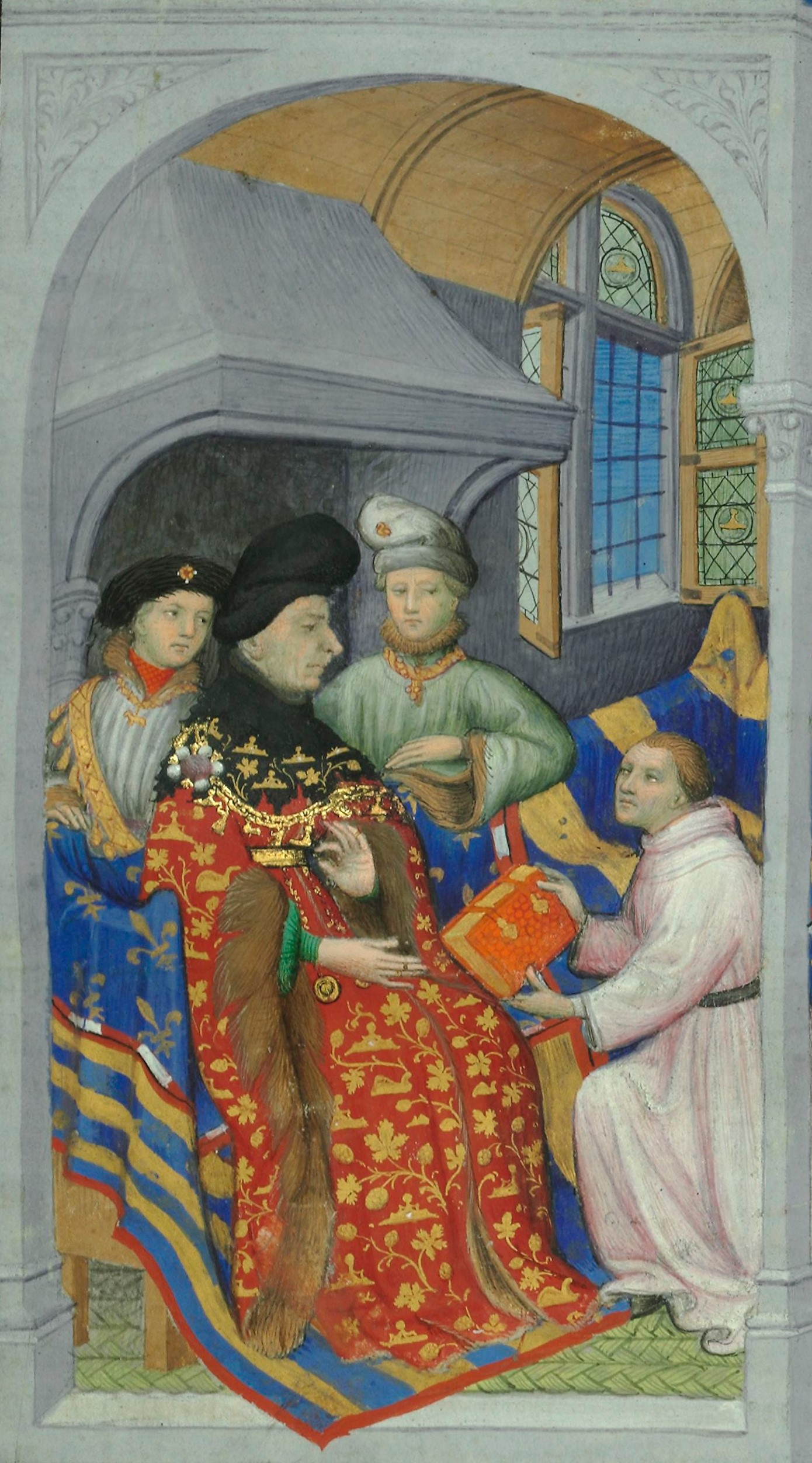
Le duc Jean sans Peur.

Philippe le Hardi meurt le 27 avril 1404. À son avènement, Jean sans Peur cède en apanage des fiefs à ses frères : Antoine (1384-1415) reçoit le comté de Rethel et Philippe (1389-1415) le comté de Nevers. Jean sans Peur fait son entrée à Dijon le 17 juin 1404 et garantit alors aux habitants de la ville le maintien des privilèges dont ils bénéficiaient sous la tutelle de son père. Peu de temps après, Jean sans Peur célèbre le mariage de sa fille Marguerite avec le dauphin de France Louis de Guyenne, puis celui de Philippe, son fils aîné, avec Michelle de Valois, fille du roi Charles VI. Cela lui permet de s'attirer les faveurs de la reine Isabeau de Bavière qui lui promet de défendre ses intérêts. Le 21 mars 1405, la mère de Jean sans Peur meurt à son tour. Il entre alors en pleine possession du comté de Flandre, du comté d'Artois et du comté de Bourgogne, devenant par là même aussi puissant que son père
En 1406, la maison de Bourgogne hérite de Jeanne de Brabant (1322-1406), duchesse de Brabant et duchesse de Limbourg, dont la nièce Marguerite de Flandre était l'héritière. Antoine reçoit alors ces deux principautés et cède le comté de Rethel à Philippe de Nevers.
Le 23 septembre 1408, il écrase les bourgeois et ouvriers liégeois révoltés à la bataille d'Othée, obtient l'alliance des duchés de Luxembourg et de Lorraine, et continue la construction de l'État bourguignon. Il poursuit l'œuvre de son père sans rattachement majeur jusqu'à son assassinat en 1419 lors d'une entrevue à Montereau avec le dauphin Charles.

### Le règne de Philippe le Bon (1419-1467)

La France en 1429. En vert, les territoires contrôlés par le duc de Bourgogne.

Durant son long règne, Philippe le Bon ajoute un grand nombre de principautés à celles qu'il détient à son avènement. Il est allié des Anglais jusqu'en 1435 (ce sont des troupes bourguignonnes qui capturent Jeanne d'Arc en 1430), puis fait la paix, tandis que les Anglais poursuivent la guerre. Cependant, au début des années 1460, le prince héritier, Charles, entre en conflit armé avec Louis XI contre l'avis de son père.

#### Expansion territoriale
En 1421, il achète en viager (pour 132 000 couronnes d'or) le comté de Namur au comte Jean III, et en prend possession à sa mort en 1429.

En avril 1427 meurt son neveu Jean IV de Brabant (1403-1427), fils d'Antoine, dont la succession est prise par son frère Philippe (1404-1430). Philippe le Bon profite cependant de la situation pour faire pression sur la veuve de Jean IV, Jacqueline de Bavière, comtesse de Hainaut, de Zélande, de Hollande et dame de Frise : il se fait confier la régence de ses possessions (traité de Delft du 3 juillet 1428), dont il se proclame héritier.

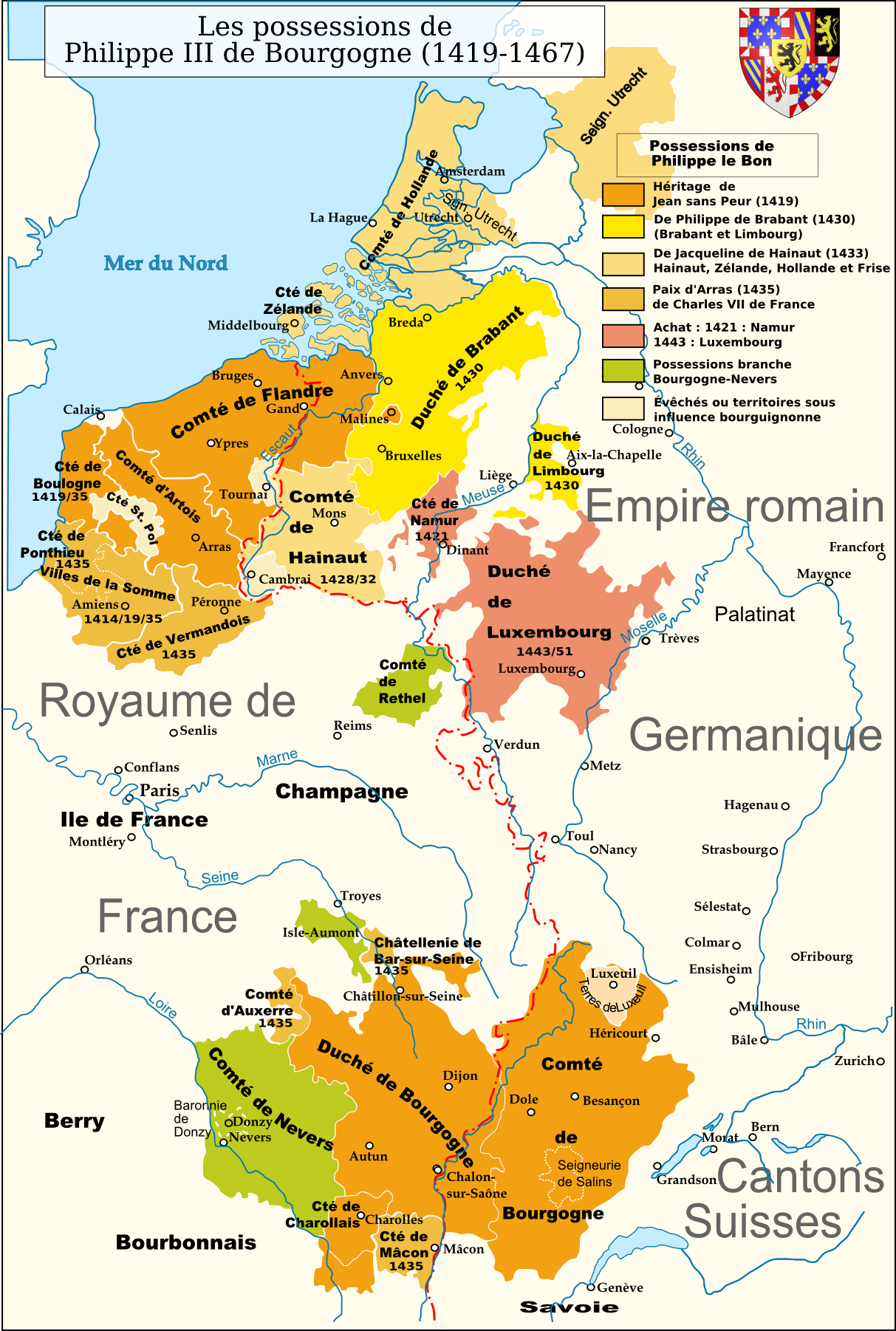
L'État bourguignon sous le duc Philippe le Bon entre 1419 et 1469.

Le 4 octobre 1430, à la mort de Philippe de Saint-Pol, sans descendance, Philippe le Bon récupère ses terres et devient duc de Brabant et duc de Limbourg.
Le 12 avril 1433, il prend possession des terres de Jacqueline de Bavière par un coup de force : il l'oblige à accepter le titre et les revenus de « comtesse d'Ostrevant » (terre située dans le comté de Namur) tandis qu'il devient comte de Hainaut, comte de Hollande, comte de Zélande et seigneur de Frise.
En 10 janvier 1442, Élisabeth de Goerlitz (1390-1451), veuve d'Antoine de Brabant et duchesse engagiste de Luxembourg, lui vend le duché de Luxembourg, dont il prend possession en décembre 1443, après avoir dédommagé des ayants droit.
Il accroît enfin son influence, en faisant élire son frère Jean VI de Bourgogne évêque de Cambrai, son fils David de Bourgogne évêque de Thérouane, puis d'Utrecht, et son neveu Louis de Bourbon (1438-1482) comme prince-évêque de Liège (1456).
L'accumulation de ces seigneuries aboutit à la constitution de deux ensembles territoriaux continus :
- les « Pays de par-deçà » au nord : Flandre, Artois, Picardie, Hainaut, Brabant, Hollande, Zélande, Gueldre, Limbourg, Luxembourg, etc.
- les « Pays de par-delà » au sud : duché et comté de Bourgogne, comté de Charolais, comté de Nivernais et autres.

#### Les relations avec les rois de France

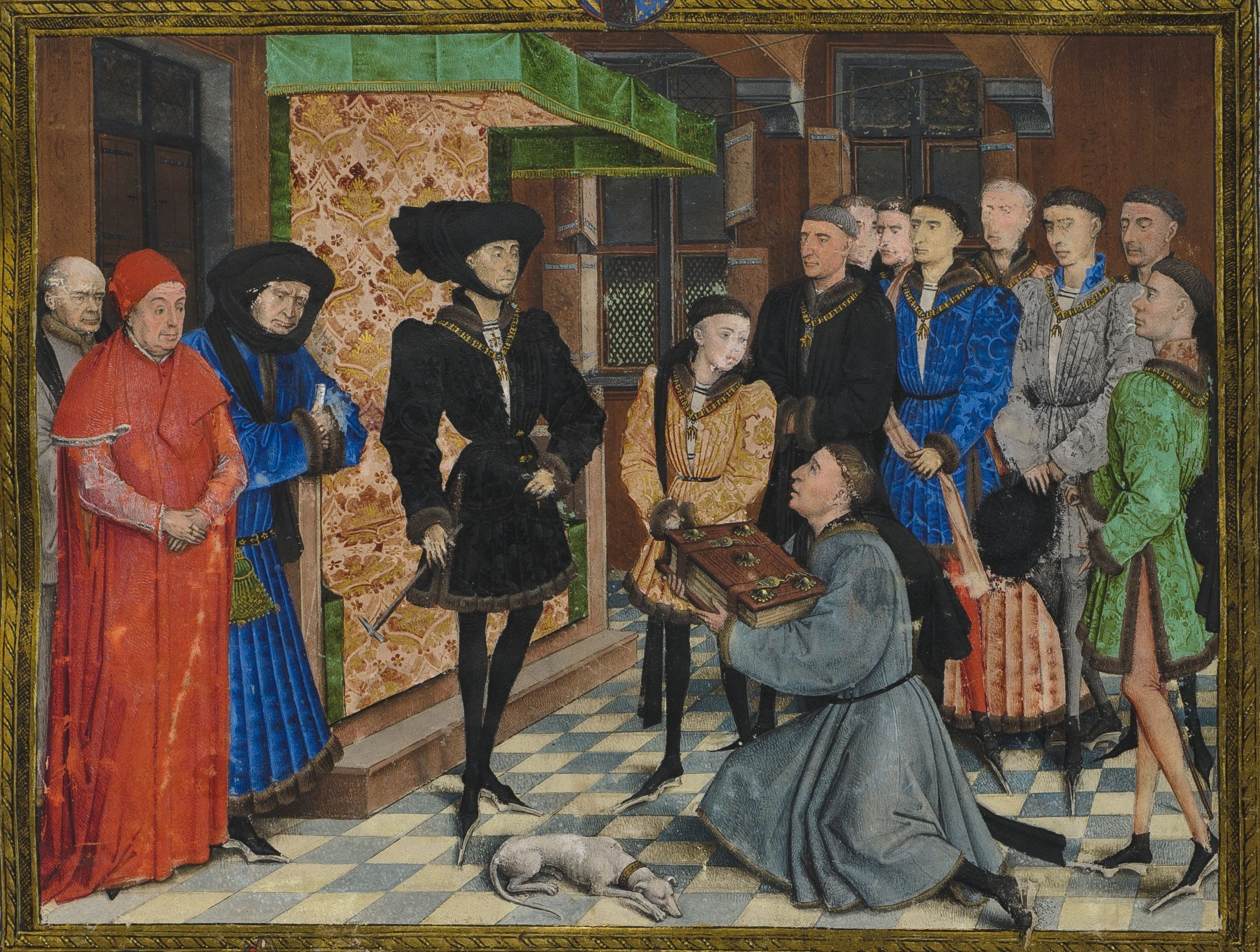
Le duc Philippe le Bon et son fils Charles le Téméraire reçoivent l'hommage de l'auteur des Chroniques du Hainault. Rogier van der Weyden.

En 1435, il signe avec Charles VII le traité d'Arras, par lequel il obtient les villes de la Somme (avec une clause de rachat), les comtés de Ponthieu et de Boulogne, plusieurs seigneuries en Champagne et une dispense d'hommage pour ses fiefs français.
En 1463, le nouveau roi de France Louis XI rachète les villes de la Somme, mais le fils aîné de Philippe le Bon, Charles, comte de Charolais, est opposé à leur abandon et lance avec d'autres vassaux du roi de France la guerre de la ligue du Bien public. En 1465, Louis XI, vaincu, restitue les villes de la Somme (traité de Conflans).

#### Tentative d'organisation institutionnelle

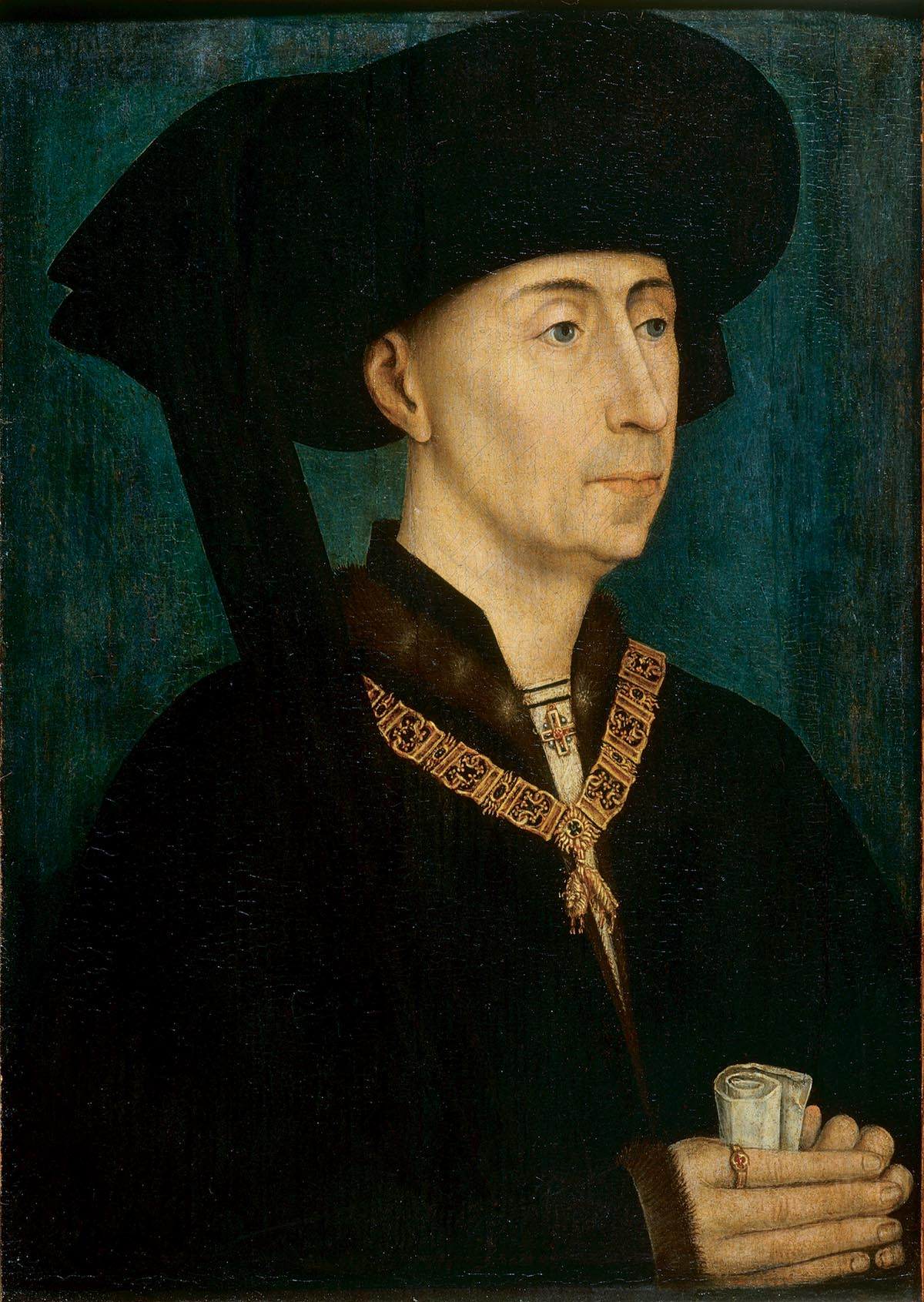
Le duc Philippe le Bon.

Les ambitions royales des ducs de Bourgogne apparaissent durant le règne de Philippe le Bon à l'initiative de l'empereur Frédéric III. En 1447, le chancelier impérial Gaspar Schlik est envoyé auprès de Philippe pour lui proposer d'ériger au choix deux de ses seigneuries en royaume : la Frise qui eut dans un passé lointain ses propres rois ou le Brabant, qualifié de « plus ancien et excellent duché de la Chrétienté ».
Ériger une de ses possessions en royaume ne satisfait pas le duc de Bourgogne : ce qu'il souhaite, c'est rassembler sous une même couronne l'ensemble de ses pays de par-deçà situé dans la mouvance du Saint Empire, afin de convertir les pouvoirs locaux qu'il exerce en une monarchie unifiée. Il décline donc cette proposition.
En 1460, Philippe envoie un de ses fidèles, Antoine Haneron, auprès de l'empereur pour lui rappeler qu'il a existé autrefois, entre le royaume de Germanie (Francie orientale) et le royaume de France (Francie occidentale), un royaume nommé Lothier (terme dérivé de « Lotharingia », comme « Lorraine », en allemand Lothringen), incluant les évêchés de Mayence, de Trèves, de Cologne, de Metz, de Toul, de Verdun, de Cambrai, de Liège et d'Utrecht. Cela ne concernait pas le comté de Bourgogne, terre relevant du Saint Empire, ni les fiefs du ressort de la couronne de France (Flandre, Artois, duché de Bourgogne).
Ce projet n'aboutit pas.

### Le règne deCharles le Téméraire(1467-1477)

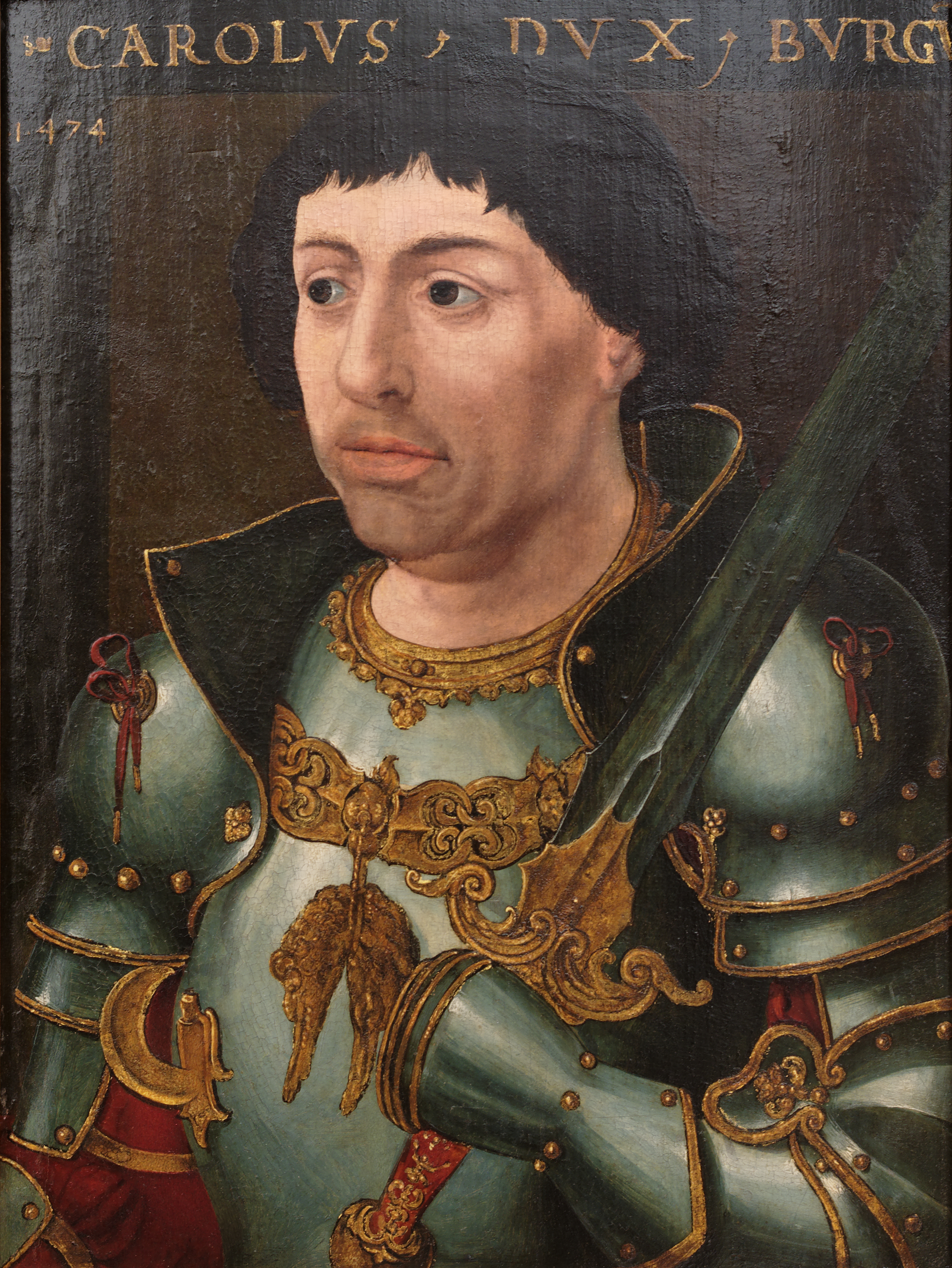
Le duc Charles le Téméraire portant le collier de l'ordre de la Toison d'or, vers 1474.

#### Aspirations à la royauté et relations avec l'empereur
En ce qui concerne l'Empire, Charles rompt avec la politique de son père qui avait toujours ignoré la suzeraineté impériale[réf. nécessaire]. L'empereur est en effet le seul à pouvoir lui offrir l'indépendance à travers la création d'un royaume de Bourgogne mais qui serait membre du Saint-Empire. Le duc s'implique donc dans les affaires de l'Empire : il participe aux diètes, à la guerre contre Neuss, tente de charmer et d’impressionner le souverain germanique, etc.
Un témoignage de son aspiration à la royauté est le « chapeau ducal » qu'il se fait confectionner, un diadème d'une richesse prodigieuse, composé d'or orné de saphirs et de rubis balais surmonté d'une forme de velours jaune brodée de perles, avec au sommet un énorme rubis enchâssé dans un ornement d'or, qui, pour les contemporains, « apparaissait comme la couronne d'un roi »,.
Charles reprend donc à son compte le projet de son père qui avait rêvé de reconstituer une Lotharingie. Il se réfère surtout aux royaumes de Bourgogne (le royaume des Burgondes, le royaume de Bourgogne de l'époque mérovingienne, le royaume des Bivinides) dont le souvenir est également encore présent. De plus, leur nom rappelle le titre principal des ducs de Bourgogne.

#### L'expansion territoriale des premières années

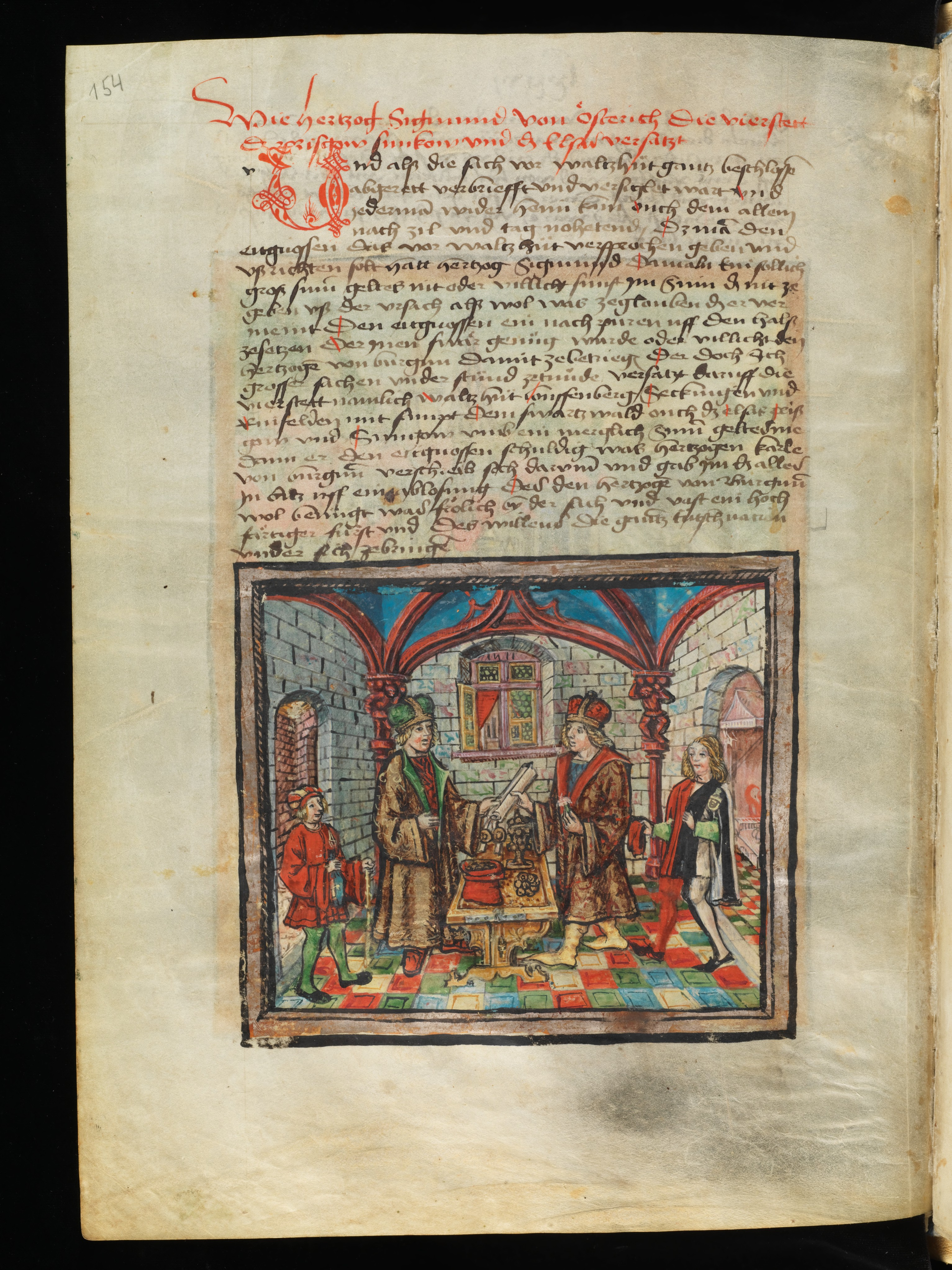
Mise en gage du Brisgau, du Sundgau et de l'Alsace par l'archiduc Sigismond d'Autriche au profit de Charles le Téméraire, le 9 mai 1469

Charles tente d'abord de s'étendre par la voie pacifique en proposant d'acheter le duché de Gueldre, mais l'opposition entre le duc de Gueldre Arnold et son fils Adolphe impose une intervention armée.
Il connaît aussi des problèmes à Liège, principauté épiscopale dont le titulaire est un cousin de Charles par sa mère, Louis de Bourbon, nommé par Philippe le Bon. L'opposition des habitants à l'influence bourguignonne suscite des tensions avec le nouveau duc, qui débouchent sur la Marche des 600 Franchimontois, dont l'issue en 1468, le Sac de Liège, interfère gravement avec les pourparlers de Péronne avec Louis XI (infra).
En mai 1469, il conclut le traité de Saint-Omer avec l'archiduc d'Autriche Sigismond de Habsbourg, régent de l'Autriche antérieure, qui lui cède en gage, contre 50 000 florins du Rhin, ses domaines de Haute-Alsace et le pays de Brisgau, du margraviat de Bade (plus précisément : le landgraviat d'Alsace, le comté de Ferrette, les quatre Waldstetten, le comté de Hauenstein et la ville de Brisach). Cela lui donne un accès au Rhin, qui arrose aussi la Hollande et la Zélande, et constitue un pas pour établir la continuité territoriale entre Bourgogne et Pays-Bas.

#### Les relations avec Louis XI: le traité de Péronne (1468) et ses suites
En juillet 1468, Charles épouse (en troisième noces) la sœur du roi d'Angleterre Édouard IV (1442-1483), Marguerite d'York. Cela pousse Louis XI à négocier afin d'éviter la reconstitution d'une ligue des princes, éventuellement soutenue par le roi d'Angleterre. Louis XI vient lui-même négocier à Péronne, une des villes de la Somme tenue par le duc. Le 12 octobre, au bout de deux jours de discussions, arrive la nouvelle d'une insurrection de Liège, qui aurait été suscitée par des agents du roi de France. Charles le Téméraire place alors Louis XI en situation de captivité et lui impose les termes du traité de Péronne, conclu le 14 octobre 1468. Louis XI accompagne ensuite le duc pour la répression de la révolte, qui aboutit au sac de Liège entre le 29 octobre et le 3 novembre.
Par le traité de Péronne, le roi de France renonce à ses droits de souveraineté (impôts, nomination d'officiers, appel judiciaire) sur les terres situées au nord de la Somme, qui devient la frontière méridionale des Pays-Bas bourguignons, et sur quelques autres fiefs, notamment le Mâconnais.
Le traité est d'abord enregistré par le parlement de Paris, mais en décembre 1470, Louis XI le fait annuler et, au début de 1471, fait occuper Amiens par son armée. Charles réagit un peu plus tard en proclamant (12 novembre 1471) la dissolution de tout lien vassalique envers le roi de France et en lançant une contre-offensive marquée par le siège de Beauvais (27 juin-22 juillet 1472), épisode devenu célèbre par l'exploit de Jeanne Hachette. Charles le Téméraire échoue à Beauvais, mais met les campagnes à sac sur le chemin du retour vers la Picardie (Beauvaisis, Vimeu, Santerre).

#### Le projet impérial de «royaume de Bourgogne» (1473)

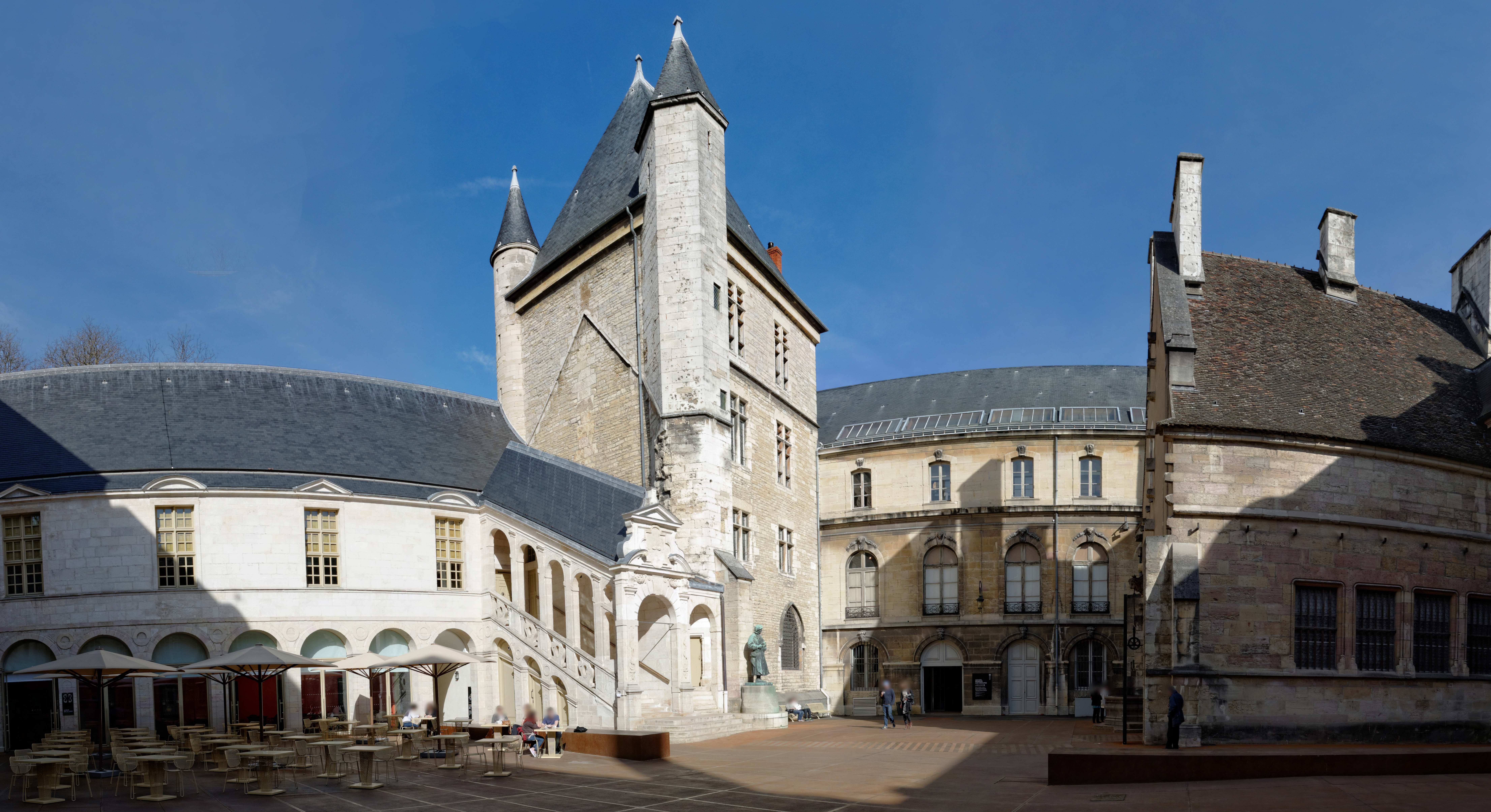
Palais des Ducs de Bourgogne (Cour de Bar)

Aussi, en 1473, lors de la conférence de Trèves (30 septembre-25 novembre), l'empereur Frédéric III, qui avait refusé d'aider Charles le Téméraire à se faire élire roi des Romains pour en faire son successeur, accepte d'ériger ses possessions relevant de l'Empire en un royaume de Bourgogne, dont le roi serait en principe vassal de l'empereur, de même que le roi de Bohême.
Frederic III envisage également d'inféoder à ce royaume le duché de Lorraine, le duché de Savoie (avec le Piémont), la Bresse, le Bugey, le pays de Vaud, Genève, le duché de Clèves, les évêchés d'Utrecht, de Liège, de Toul et de Verdun,,. Les ducs de Savoie, de Lorraine, de Clèves et les quatre évêques concernés seraient devenus les vassaux du roi de Bourgogne, et non plus de l'empereur.
Charles exige également la souveraineté de la Bourgogne sur la confédération des VIII cantons suisses.
Mais, en fin de compte, l'empereur rompt les pourparlers alors que les préparatifs du couronnement sont en cours, et s'enfuit de nuit à cheval, puis en barque sur la Moselle avec son fils Maximilien qui, dans le cadre de l'accord, devait épouser Marie de Bourgogne.

#### La centralisation: le conseil de Malines (14 décembre 1473)

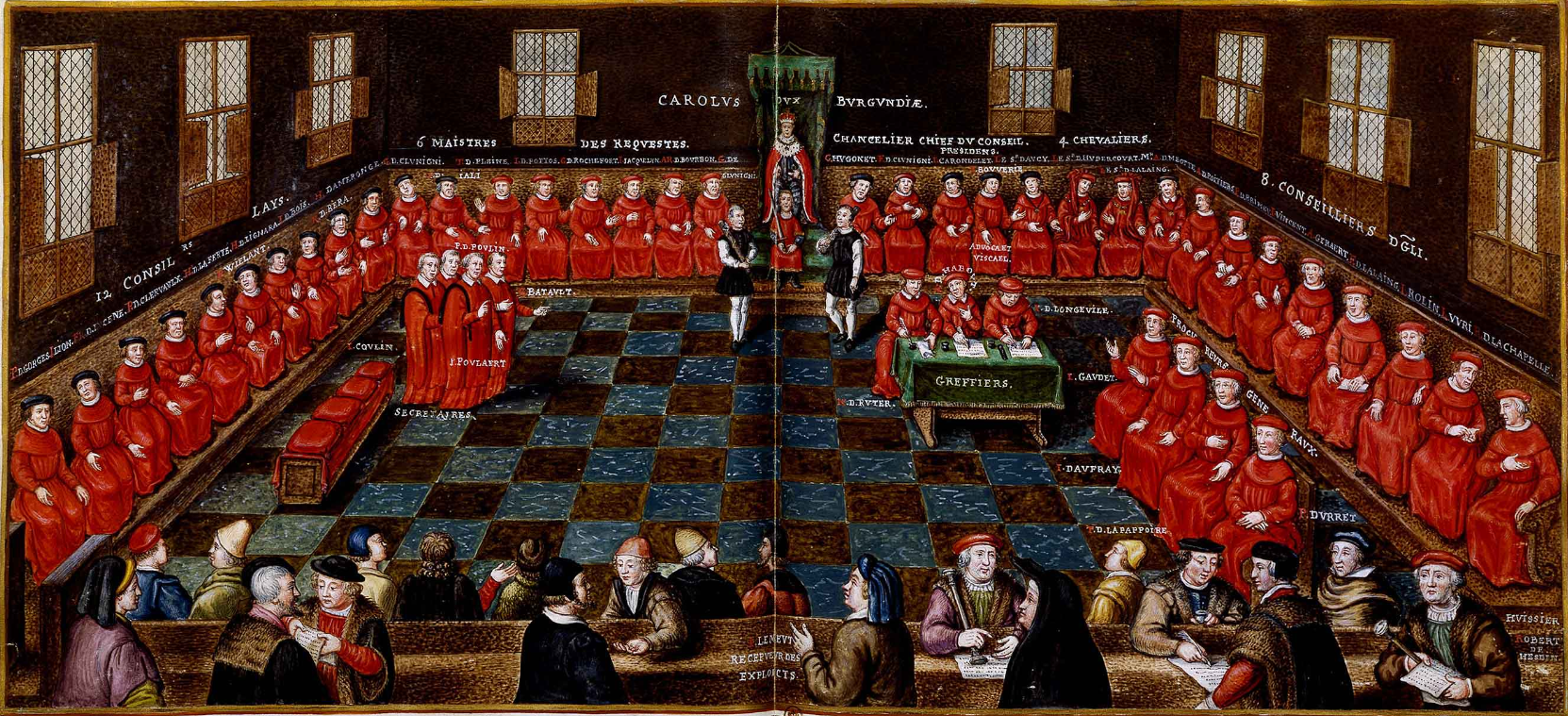
Le Grand Conseil de Malines présidé par Charles le Téméraire. Dessin du XVIIe siècle d'après un original du XVe siècle

Parallèlement, Charles s'efforce d'unifier l'administration de ses États des Pays de par deçà. Chacune des provinces des Pays-Bas bourguignons a ses États (assemblée délibérante, notamment pour les impôts) et son organisation spécifique définie par des chartes provinciales ; la plupart des villes ont aussi obtenu des chartes de franchise et disposent d'une grande autonomie ; enfin les grandes familles nobles locales tiennent aussi à leurs privilèges traditionnels. Charles lance une politique de réduction des autonomies locales, qui durera jusqu'au règne de Philippe II.
C'est l'objet notamment de l'ordonnance de Thionville (14 décembre 1473), créant le conseil de Malines, organe judiciaire suprême des Pays-Bas bourguignons.

## Le déclin de l'État bourguignon (1476-1512)

### Les guerres de Bourgogne et l'échec en Lorraine
L'arrivée de Charles le Téméraire en Haute-Alsace le met directement au contact des Suisses de la Confédération des VIII cantons. D'autre part, il suscite par sa politique des réactions hostiles de ses nouveaux sujets alsaciens. Louis XI encourage évidemment toutes les oppositions à la Bourgogne, en s'appuyant sur le duc de Lorraine, Jean II, lui aussi menacé par l'expansionnisme de Charles.
En 1474 débute la guerre de Bourgogne qui oppose Charles à la Confédération des VIII cantons et leurs alliés. Les Bourguignons sont d'abord défaits à la Bataille d'Héricourt cette même année, alors que le Téméraire est occupé au siège de Neuss. Durant l'été 1475, Charles détourne l'armée qu'il prévoyait d'utiliser contre le roi de France au profit du roi d'Angleterre et occupe le duché de Lorraine. Après un siège d'un mois, il entre dans Nancy le 30 novembre 1475. Tandis qu'il préside les États de Lorraine le 18 décembre, il affirme aux Nancéiens qu'il fera de leur ville la capitale de son futur royaume,. Les Suisses défont l'armée de Charles le Téméraire à la bataille de Grandson le 2 mars 1476, puis à la bataille de Morat le 22 juin. Finalement, en 1477, Charles le Téméraire meurt à la bataille de Nancy contre le duc René II de Lorraine et les Confédérés, alliés à son ennemi héréditaire Louis XI.

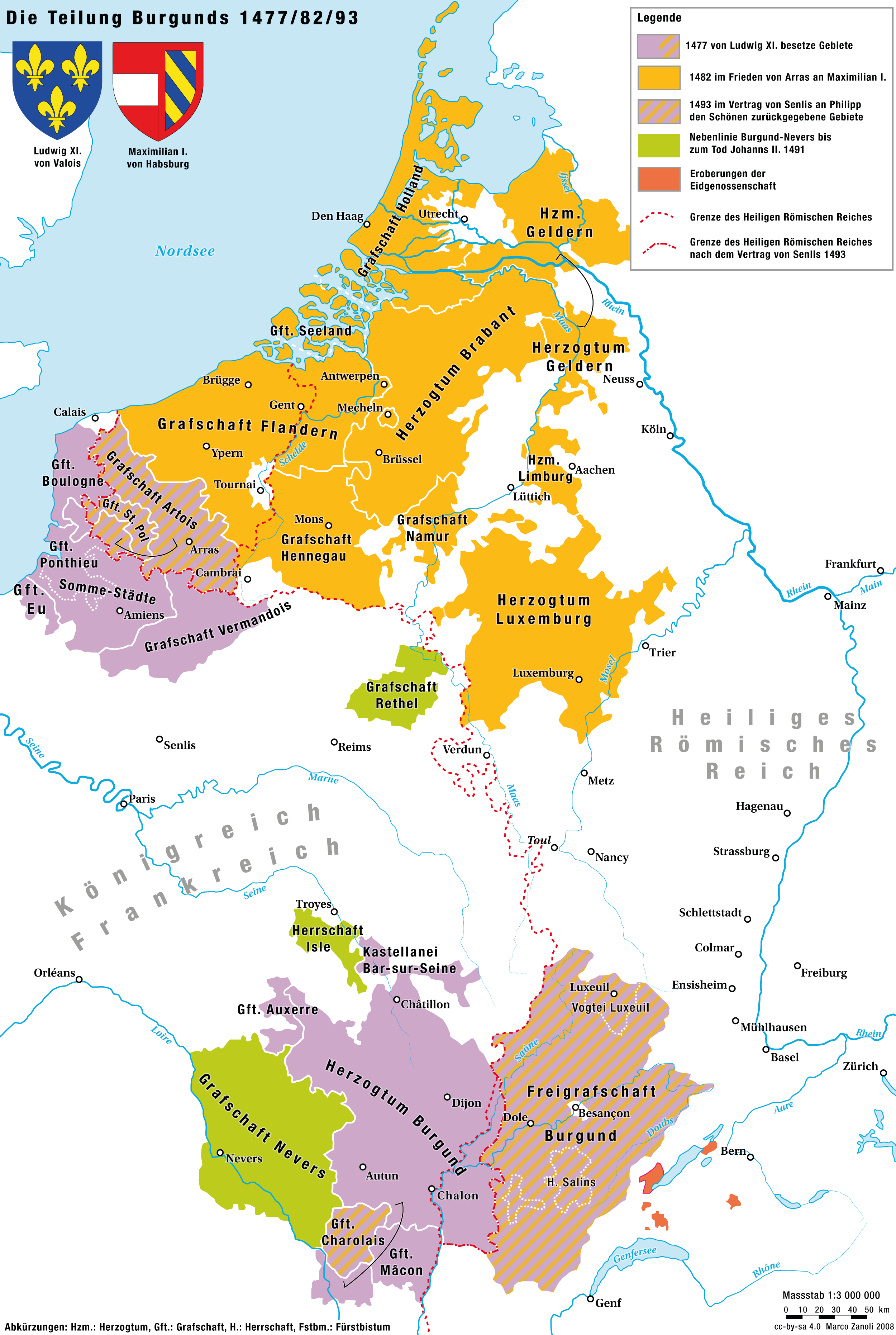
Les états bourguignons à la mort du Téméraire. En violet les territoires repris par Louis XI et en hachuré les territoires rétrocédés à Philippe le Beau, en 1493.

### Le règne de Marie de Bourgogne
Quelques semaines après la mort de son père, son héritière la duchesse Marie de Bourgogne, épouse l'archiduc d'Autriche Maximilien, futur chef de la maison de Habsbourg et empereur. Il prend en charge le gouvernement des États bourguignons, qui subissent une offensive militaire de la part de Louis XI.
Le puissant État bourguignon s'affaiblit de façon notable. Louis XI annexe le duché de Bourgogne et la Picardie (comtés de Ponthieu, Vermandois, Guînes et Boulogne), occupe l'Artois, mais s'enlise en Flandre, malgré le soutien de Bruges et de Gand. Les tractations dans le dernier quart du XVe siècle font aller et venir ces possessions au gré de la situation diplomatique et militaire jusqu'à ce que l'Artois, la Comté et le Charolais soient rendus aux héritiers du Téméraire. Le duché de Bourgogne resta cependant un élément majeur de la rivalité entre l'arrière petit-fils du Téméraire, Charles Quint, et François Ier. Si le traité de Madrid de 1526 sembla marquer la revanche des Bourguignons, en rétrocédant le duché à l'empereur, l'âpreté du roi de France à trahir la parole qu'il avait donnée à son rival fit émerger une autre solution : les Habsbourg-Bourgogne abandonnaient provisoirement leurs vues sur le duché en échange de quoi le roi de France satisfaisait la volonté d'indépendance des fiefs français de l'empereur en transférant sa suzeraineté sur ces terres à l'Empire.

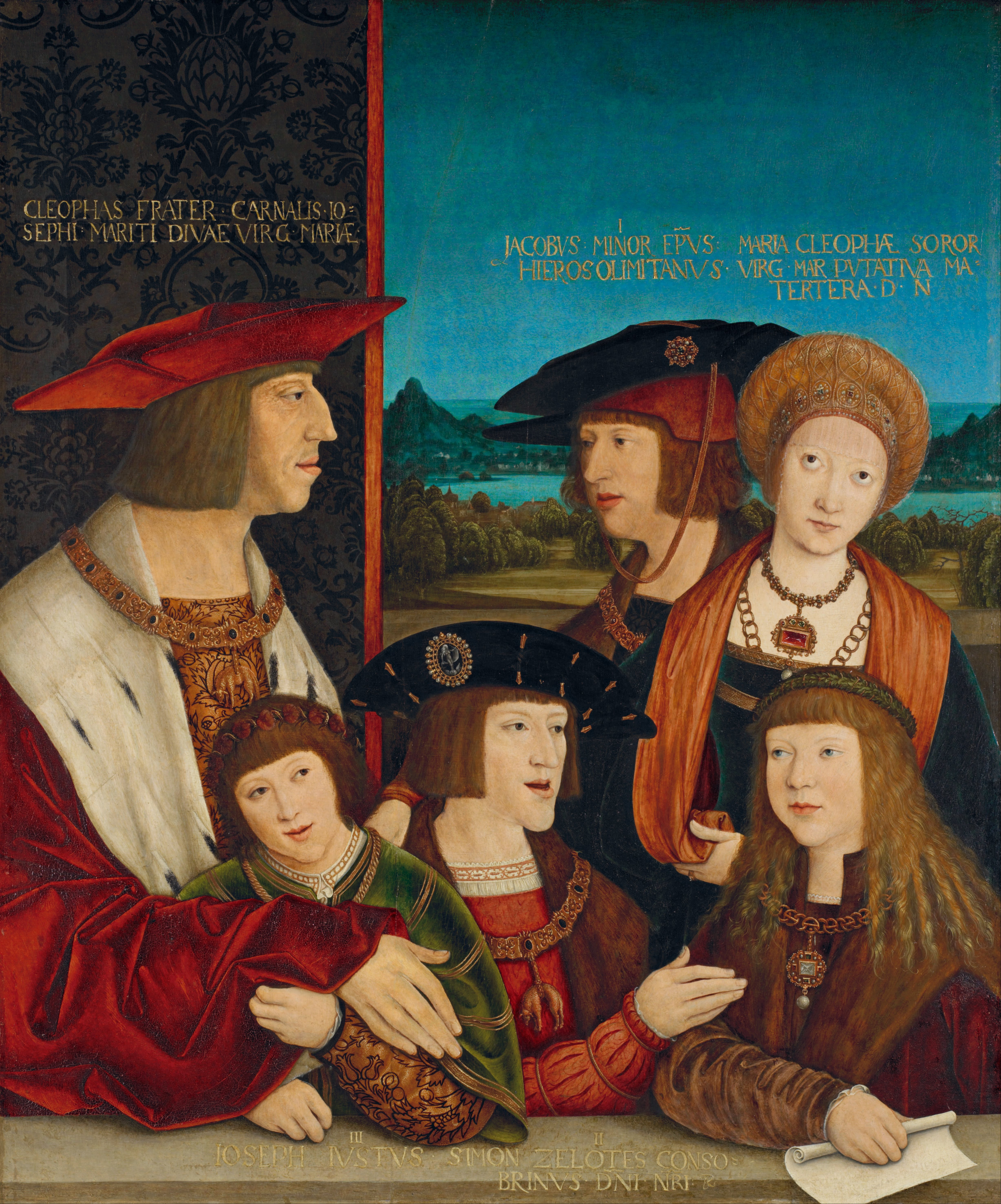
Maximilien Ier et Marie de Bourgogne, avec leur fils Philippe le Beau et leurs petits-fils Charles Quint et Ferdinand Ier.

Maximilien de Habsbourg, grâce à son mariage avec la duchesse Marie de Bourgogne, âgée de 20 ans et unique héritière du duc Charles le Téméraire, s'empare des possessions relevant de l'Empire ainsi que de l'Artois et la Flandre.
Au plan intérieur, Marie de Bourgogne dut promulguer un Grand Privilège qui rétablit les juridictions et privilèges locaux au détriment de tous les efforts d'unification de ses prédécesseurs. Ses successeurs, cependant, rétablirent peu à peu des institutions centrales : les États généraux, le parlement de Malines, rebaptisé Grand conseil, la Chambre des comptes de Lille et surtout les trois conseils collatéraux, qui devinrent l'outil central de gouvernement à partir de 1531.

### Les règnes de Philippe le Beau et Charles Quint
Le duché de Bourgogne est perdu en 1493, mais les successeurs du Téméraire continuèrent de s'en réclamer. Philippe Ier le Beau, Charles Quint et Philippe II d'Espagne commencèrent leurs règnes respectifs par une séance solennelle les proclamant ducs de Bourgogne dans la grande salle du palais du Coudenberg à Bruxelles. Les deux premiers parlaient de la dynastie comme de la « très illustre maison d'Autriche et de Bourgogne », et si Philippe le Beau ordonna d'être enterré à la Chapelle royale de Grenade pour mieux assoir son pouvoir sur les royaumes de sa femme, Charles Quint exigea dans tous ses testaments successifs que son corps fût transféré à la nécropole familiale de Champmol si le duché de Bourgogne devait être reconquis. De façon générale, l'empereur attacha toujours une grande importance à ses racines bourguignonnes : c'est l'emblématique de celle-ci qu'il imposa à l'Espagne, faisant de la croix de Bourgogne, des fusils et de la Toison des éléments encore employés dans les représentations de la monarchie espagnole. De même, les usages de la cour de Bourgogne déjà de rigueur à Bruxelles depuis les ducs et durant tout le règne de Charles Quint furent, par les soins de celui-ci, imposés en Espagne.

## La fin de l'État bourguignon

### Création du cercle de Bourgogne (1512)

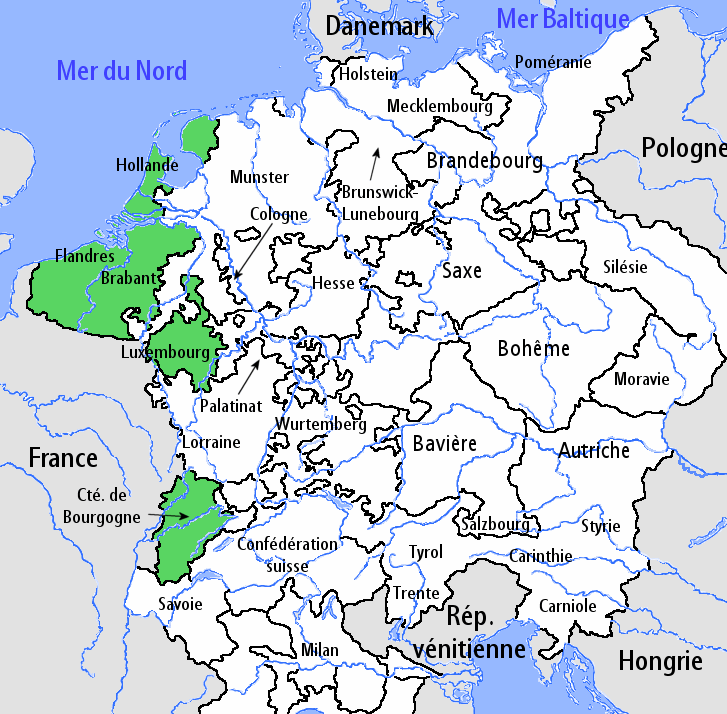
Le cercle de Bourgogne au sein de l'empire, au début du XVIe siècle.

Lors de sa réforme administrative de l'Empire, il fit établir un cercle impérial particulier qui assurait à ces provinces une unité administrative et fiscale vis-à-vis de l'Empire, qu'il baptisa significativement Cercle de Bourgogne en 1512. La transaction d'Augsbourg en 1548 donna une véritable personnalité et indépendance juridique des provinces bourguignonnes vis-à-vis de l'Empire.
Cet événement marque la fin des états bourguignons en tant que tel, et le passage à une autre entité: le cercle de Bourgogne .

### Mutation et survivance des États bourguignons (1512-1581)
C'est Charles Quint, arrière-petit-fils du Téméraire qui fait aboutir les visées expansionnistes de ce dernier au nord. Il obtient la sécularisation de l'évêché d'Utrecht à son profit en 1528, puis ramène la Gueldre, augmentée d'une partie des terres de l'ancien évêché d'Utrecht, dans l'orbite bourguignonne en 1543. Entretemps, il avait reconquis la Frise et annexé la ville et les ommelanden de Groningue. Au sud, malgré le traité de Madrid de 1526, qui prévoyait la rétrocession du duché de Bourgogne aux descendants du Téméraire, celui de Cambrai qui soustrait la Flandre et l'Artois à la suzeraineté française et l'obtention d'un protectorat sur la Lorraine avec la régence de Christine de Danemark, la défense des États bourguignons demeura marquée par l'incapacité à reprendre le berceau de la dynastie.
En 1549, Charles Quint promulgue la Pragmatique Sanction de 1549. Elle institue pour le cercle de Bourgogne un statut particulier au sein de l'Empire, une quasi indépendance, mais surtout que ces possessions doivent rester un bloc indivisible sous l'égide d'un seul prince. Toutefois, le comté de Bourgogne n'est pas inclus dans ce bloc.

### La fin du rêve bourguignon (1581-1792)
De fait, c'est la guerre civile de la deuxième moitié du XVIe siècle qui brise en même temps qu'elle exalte le rêve d'un État bourguignon. Si les rebelles insistent en effet sur leur caractère bourguignon dans les premières étapes de la révolte, la tournure autonomiste et surtout la scission entre les provinces signataires de l'acte de La Haye et les autres provoqua la division définitive des provinces.
Le roi d'Espagne, descendant des ducs de Bourgogne, reconnaît l'indépendance des Provinces-Unies par le traité de Münster (1648).
La France acquiert :
- le comté d'Artois en 1659 (traité des Pyrénées), ainsi qu'une partie du comté de Flandre (notamment Lille)
- le comté de Bourgogne en 1678 (traité de Nimègue).

Ce qui reste du concept de l'État bourguignon subsiste désormais sous la forme des Pays-Bas espagnols, qui deviennent les Pays-Bas autrichiens en 1714. Ceux-ci sont conquis par la France en 1792 et, après diverses péripéties, deviendront la Belgique en 1830.

## Liste des princes bourguignons
En tant que feudataires d'un suzerain nominal, qu'il soit le roi de France ou l'empereur romain germanique, les princes de l'État bourguignon ne peuvent être qualifiés de souverains de jure même s'ils l'étaient probablement de facto.
| Portrait | Nom                  | Naissance        | Règne                               | Commentaire | Blason |
| -------- | -------------------- | ---------------- | ----------------------------------- | --- | ------ |
|          | Philippe le Hardi    | 15 janvier 1342  | 6 septembre 1363 – 27 avril 1404    | Fils cadet de Jean II de France . Nommé duc de Bourgogne en 1363. Épouse Marguerite de Flandre en 1369. |        |
|          | Jean sans Peur       | 28 mai 1371      | 27 avril 1404 – 10 septembre 1419   | Fils aîné de Philippe le Hardi. Assassiné à Montereau en 1419.. |        |
|          | Philippe le Bon      | 31 juillet 1396  | 10 septembre 1419 – 15 juin 1467    | Fils aîné de Jean sans Peur. |        |
|          | Charles le Téméraire | 21 novembre 1433 | 15 juin 1467 – 5 janvier 1477       | Fils unique légitime de Philippe le Bon. Tué à la bataille de Nancy , entraînant la Guerre de Succession de Bourgogne . |        |
|          | Marie de Bourgogne   | 13 février 1457  | 5 janvier 1477 – 27 mars 1482       | Fille unique de Charles le Téméraire. Épouse Maximilien d'Autriche en 1477. |        |
|          | Philippe le Beau     | 22 juillet 1478  | 27 mars 1482 – 25 septembre 1506    | Fils aîné de la duchesse Marie. Son père Maximilien est régent jusqu'en 1494 (la régence est disputée en Flandre). Épousa Jeanne de Castille en 1496 et devint roi consort de Castille.                                           |        |
|          | Charles Quint        | 24 février 1500  | 25 septembre 1506 – 25 octobre 1555 | Fils aîné de Philippe le Beau. Sa tante Marguerite est régente jusqu'en 1515. Élu empereur des Romains en 1519. Devient roi d'Allemagne, d'Espagne et d'Italie. Dernier duc de Bourgogne avant la création du Cercle de Bourgogne |        |

À la mort du Téméraire, Louis XI annexa le duché de Bourgogne et occupa une partie des fiefs français du duc. Le roi prétendit reprendre possession d'un apanage constitué au profit de Philippe le Hardi, quand bien même le traité d'attribution du duché au troisième fils de Jean le Bon n'en faisait pas un apanage et ne prévoyait aucune clause de masculinité. Louis XI exploitait simplement un rapport de force très défavorable au principat bourguignon. Le coup de force fut immédiatement contesté par Marie de Bourgogne et Maximilien d'Autriche son mari. Le contentieux ne fut jamais réglé et la prétention des Habsbourg à reprendre le duché, dont ils estimaient avoir été spoliés, alimenta de nombreuses guerres dans le siècle qui suivit.
Les possessions relevant du Saint-Empire, à savoir les Pays-Bas et la Franche-Comté furent en revanche transmises aux descendants et héritiers de Charles le Téméraire, dans la maison de Habsbourg. Enfin, une partie des fiefs français de ce qui avait été l'État bourguignon, principalement les comtés d'Artois, de Flandre et de Charolais (que les Français n’avaient jamais pu soumettre) furent, au Traité de Senlis (1493), rétrocédés par la France aux Habsbourg.

### Héritiers de la Maison de Habsbourg
- Philippe II (1555-1598), qui reçoit les couronnes de Castille et d'Aragon en 1556.
- les descendants de Philippe II jusqu'en 1714 (période des Pays-Bas espagnols) ;
- les chefs de la maison de Habsbourg à partir de 1714 (période des Pays-Bas autrichiens).

## Les Institutions de l'État bourguignon

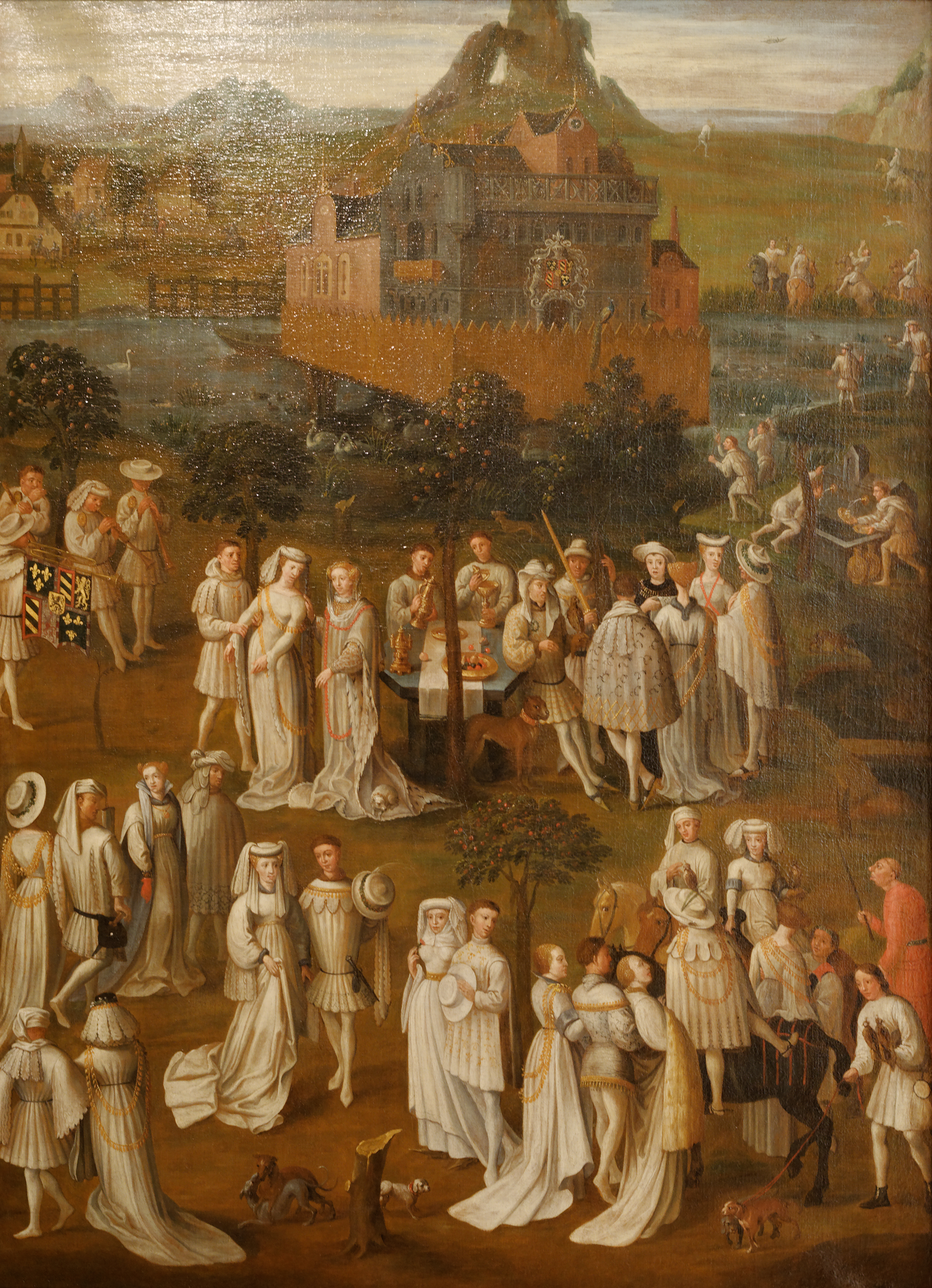
Fête Champêtre à la cour de Bourgogne, datant du début du règne de Philippe le bon. Toile attribuée à Jan van Eyck

### La cour de Bourgogne
Initialement et jusque Jean sans peur, la capitale des états bourguignons était Dijon. Mais progressivement la cour de Bourgogne devient itinérante. Il n'y a donc plus de capitale, même si certaines villes auraient pu s'en réclamer. Dijon reste la capitale de cœur des ducs de Bourgogne, c'est là que Philippe le Hardi fonda le Palais des ducs et la chartreuse de Champmol, qui devait être le lieu de sépulture de la dynastie. Mais Philippe le Bon et ses successeurs ont préféré rester aux Pays-Bas, dans des villes comme Bruxelles, Gand, Bruges, Lille, Arras et Hesdin au point que les derniers Valois-Bourgogne délaissaient physiquement les "Pays de par-delà".
Autour du duc se trouvait son hôtel , la maison ayant la charge de la vie quotidienne de la cour, suivant le modèle français. La riche cour de Bourgogne affichait un faste sans précédent, culminant avec le somptueux mariage de Charles le Téméraire et de Marguerite d'York, "le mariage du siècle", encore célébré aujourd'hui à Bruges tous les cinq ans. La cour de Bourgogne grâce notamment aux efforts de Philippe le bon, était l'une des cour les plus brillante de son temps, surpassant l'austère cour française de Louis XI. C'est elle qui influence et qui donne le ton de la mode européenne comme le fera Paris plus tard. Philippe le Bon est le premier en Europe à fixer une étiquette de cour qui sera reprise en Autriche puis qui arrivera en France pour atteindre son point culminant à Versailles sous le roi soleil.

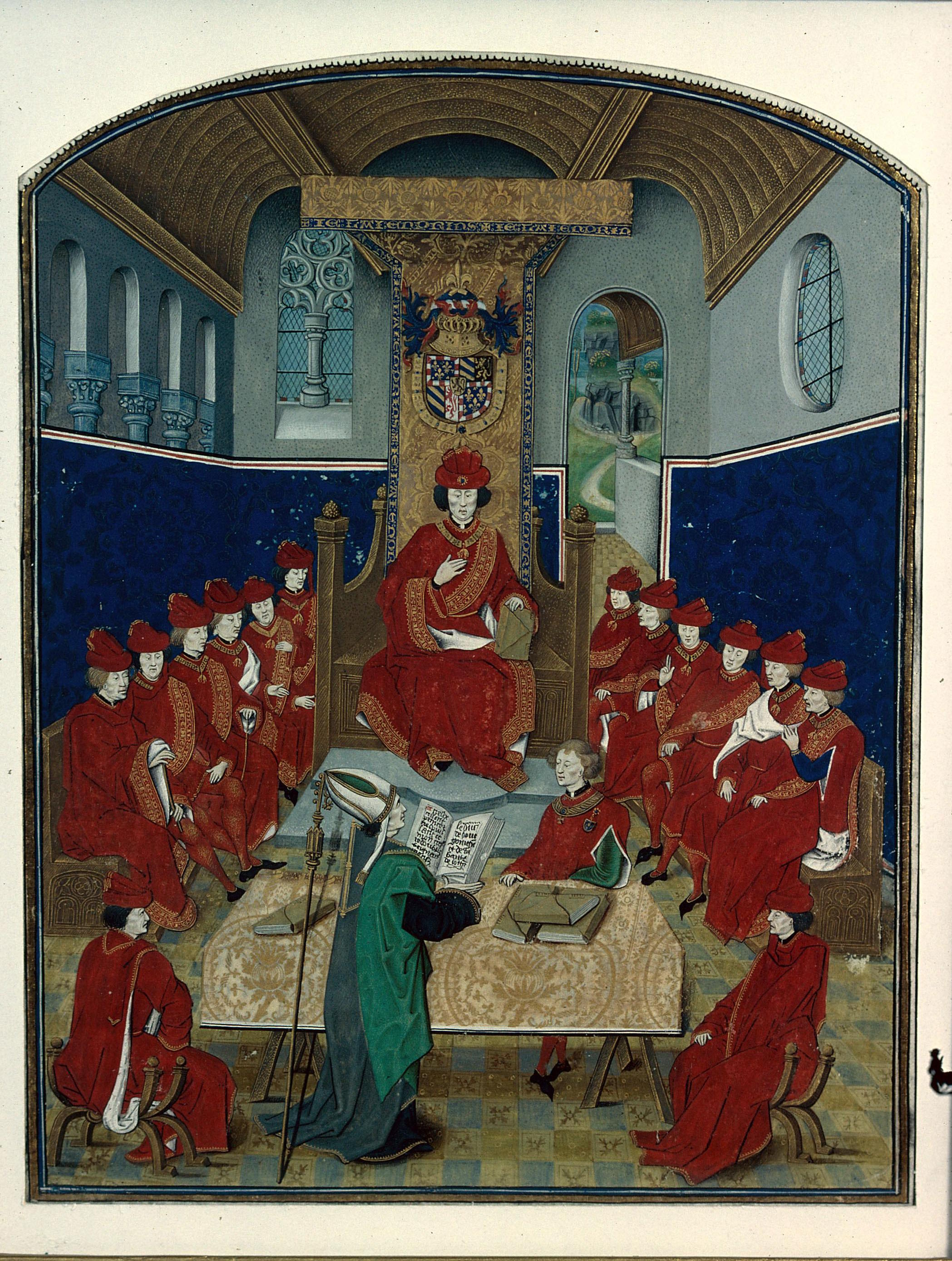
Chapitre de l'ordre présidé par Charles le Téméraire.

Un autre temps pour les célébrations étaient les chapitres de l'Ordre de la Toison d'or , où étaient réunis les membres de l'ordre. L'ordre, qui a promu la chevalerie et le christianisme, était très influent en Europe et bénéficiait d'un immense prestige. Le nom de l'ordre est inspiré du mythe grec de la Toison d'or, complété un peu plus tard par l'histoire biblique de Gédéon. L’ordre de la Toison d’or a été fondé par Philippe le Bon le 10 janvier 1430 à l'occasion de son mariage avec Isabelle de Portugal.
La cour de Bourgogne était également un centre artistique majeur. Les ducs surent s'entourer d'artistes talentueux et développer l'art et la culture bourguignonne. On trouve autour des ducs de brillants écrivains, poètes et chroniqueurs comme David Aubert, Georges Chastelain, Jean Molinet, Emond de Dynter et le plus célèbre Olivier de la Marche. Les manuscrits illustrés des ducs étaient bien connus, avec des enlumineurs tels que Jean Miélot , Willem Vrelant , Loyset Liédet ou Lieven van Lathem . La peinture primitive des Pays-Bas est apparue grâce au mécénat des princes : parmi les plus célèbres de ces « primitifs flamands », figuraient Robert Campin , Jan van Eyck , Rogier van der Weyden et Petrus Christus . En musique, les compositeurs de l' école bourguignonne étaient les principaux compositeurs de l'Europe du milieu du XVe siècle, tels que Guillaume Du Fay, Gilles Binchois et Antoine Busnois

### L'Administration

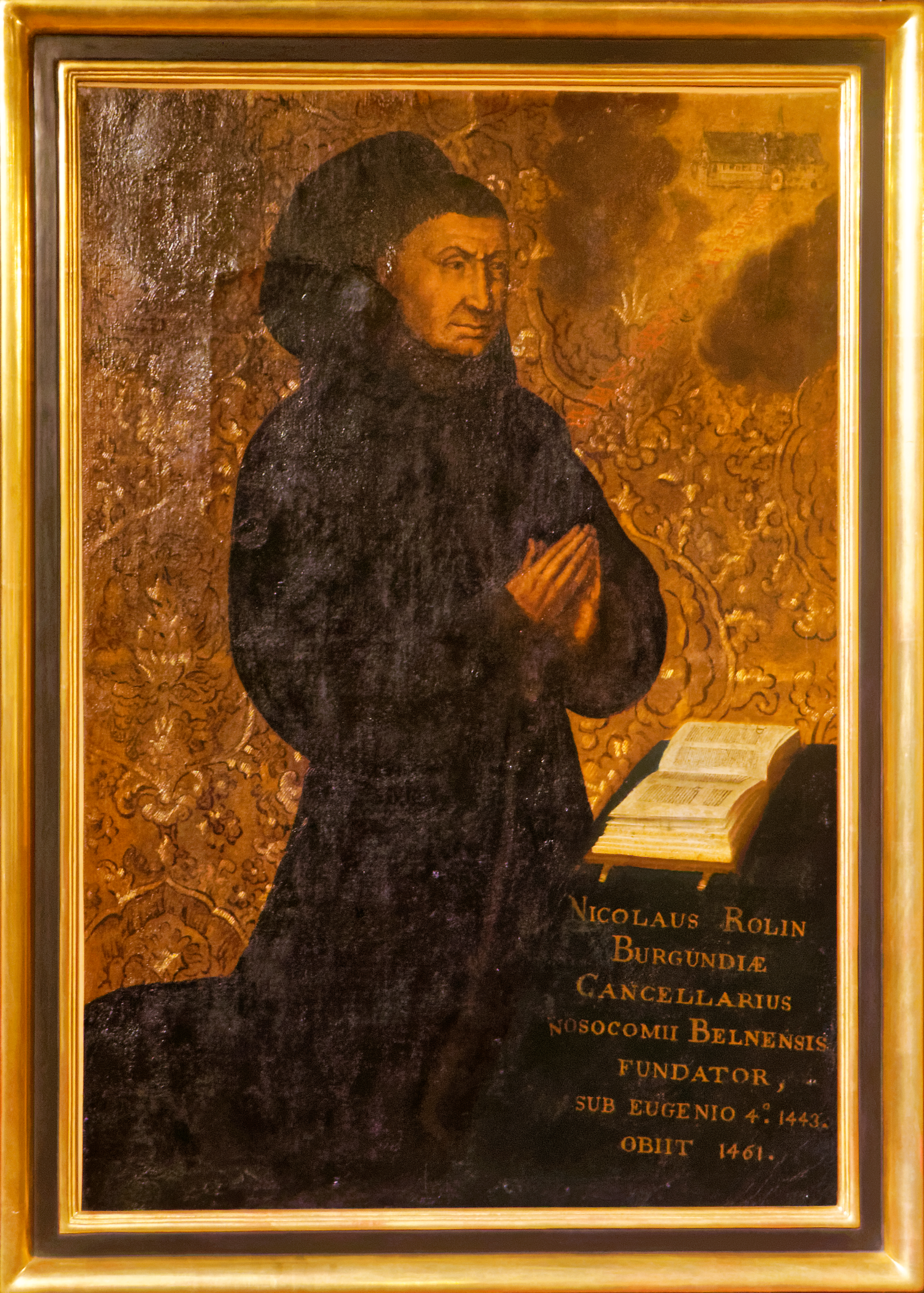
Le chancelier Nicolas Rolin

Les territoires bourguignons étaient globalement divisés en deux parties : la Bourgogne (duché et comté) au sud ; et les Pays-Bas rassemblés au nord. Les États généraux des Pays-Bas sont convoqués pour la première fois le 9 janvier 1464 à Bruges, avec les représentants des trois états des 17 provinces, donnant son nom aux Dix-sept Provinces . Le duché et la Comté au sud, avaient pour leur part, un seul parlement situé à Dole et des états provinciaux, itinérant entre les villes de Nozeroy, Salins et Dole pour la Franche-Comté et à Dijon pour le duché.
Une institution monte en puissance durant l'ère bourguignonne : la chancellerie. Le chancelier de Bourgogne obtenait un rôle politique, devenant une sorte de premier ministre des ducs. Nicolas Rolin le plus célèbre d'entre eux, était un mécène reconnu et le bras droit de Philippe le Bon pendant plus de quarante ans. Il est le fondateur des célèbres hospices de Beaune. Sous son gouvernement le role de Chancelier pris de l'importance pour devenir alors central. Guillaume Hugonet lui succède et devient le porte-parole de Charles le Téméraire : il exprime les vues politiques du suzerain en s'adressant aux villes ou aux États généraux. Il sera exécuté pendant la révolte de Gand en 1477.

### L'armée

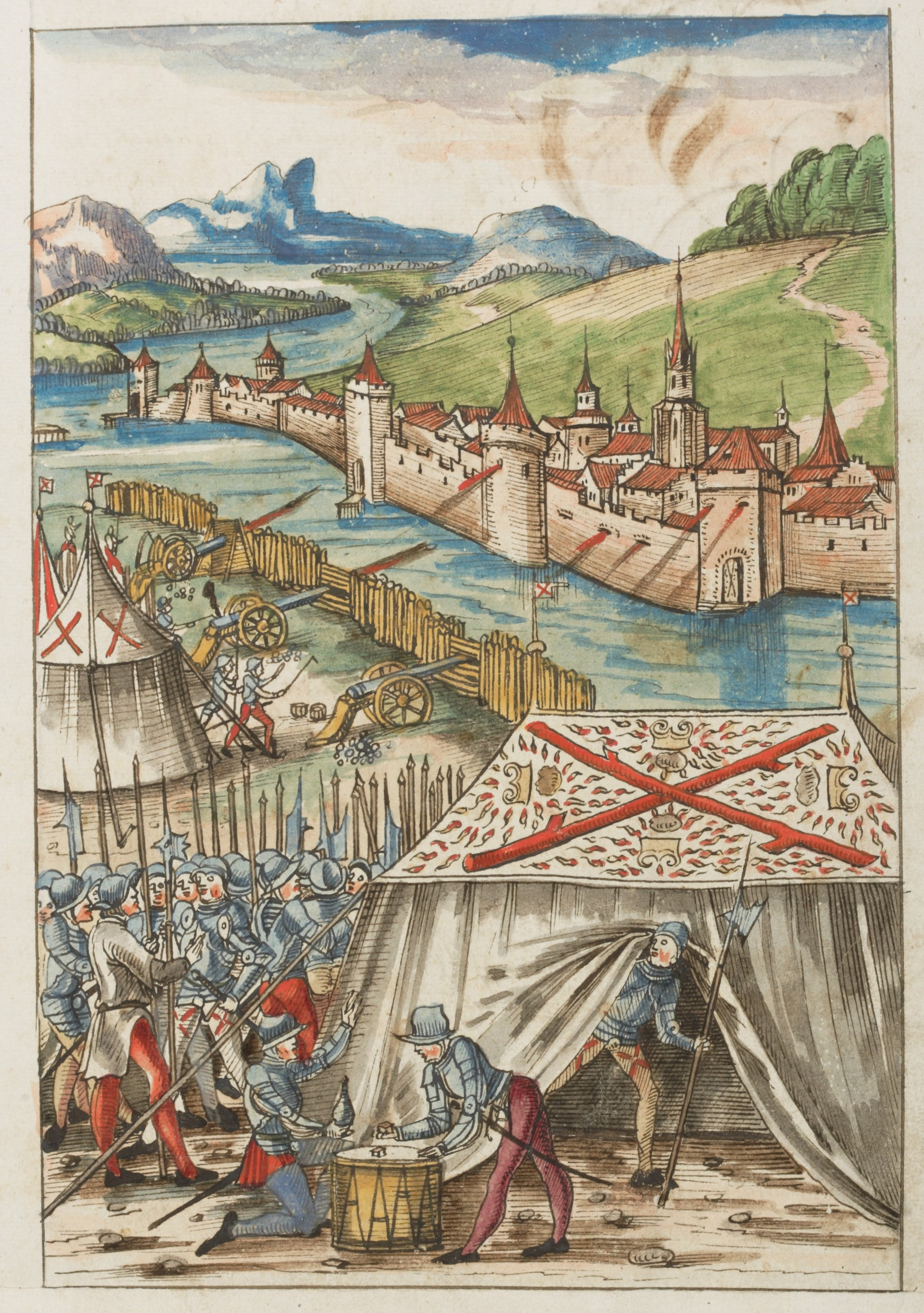
L'armée bourguignonne au siège de Neuss

L'armée bourguignonne rassemble des soldats venant de toutes les provinces. Elle repose au départ sur des fonctions féodales, jusqu'à ce que Charles le Téméraire la modernise en créant des compagnies d'ordonnance sur le modèle français, c'est-à-dire une armée régulière. L'armée devient permanente et professionnelle et cesse d'être fondée sur le principe féodal de l'ost (levée des vassaux tenus à un service militaire pour leur seigneur).
En y incorporant des combattants à pied, le duc de Bourgogne améliore ce modèle. Une « lance » (unité combattante) de l'armée bourguignonne comprend des cavaliers : un homme d'armes, un coutilier, un page et trois archers ou trois arbalétriers, auxquels sont ajoutés des fantassins : un couleuvrinier (artilleur), un arbalétrier (ou un archer) et un piquier.
Les trois ordonnances promulguées par Charles le Téméraire (à Abbeville en 1471, à Bohain en 1472 et à Saint-Maximin de Trèves en 1473, la plus complète) sont plus détaillées que l'ordonnance de Charles VII de 1445. Elles codifient la vie des compagnies, leur organisation, leur équipement, leurs emblèmes, leur vie en campagne, leurs modes de déplacement, leur solde, leur ravitaillement et leurs congés.
Elle comprend également des étrangers, comme les archers anglais ou les arquebusiers italiens. Si l'État bourguignon avait la capacité d'aligner relativement facilement plusieurs dizaines de milliers d'hommes, la qualité des troupes n'était pas toujours au rendez vous. Après la défaite de Grandson en 1476 et influencé par la qualité que montrèrent les piquiers suisses, Charles le Téméraire édicta une nouvelle ordonnance qui tenait compte du rôle croissant de l'infanterie. Il conserva cependant un rôle décisif à la cavalerie dans ses ordres de bataille.
Elle est réputée à cette époque pour être à la pointe des techniques dans le domaine de l'artillerie, Charles le Téméraire ayant créé la première artillerie de campagne qui aurait pu jouer un rôle décisif lors de ses batailles. En effet la grande majorité des morts suisses à la bataille de Morat, était due à l'artillerie bourguignonne qui seule parvient à repousser des assauts.
Une ébauche d'uniforme apparaît sous son règne : une casaque bleue et blanche avec une croix de Saint-André rouge au milieu. Cette tenue semble généralisée au moment de la bataille de Nancy (1477).
Reconnu pour ses qualités d'organisateur, Charles le Téméraire brilla notamment après la défaite de Grandson où il parvient à remettre sur pied une puissante armée bien équipée en à peine quelque mois. Charles de Bourgogne apparaît en revanche comme un stratège et tacticien médiocre, manquant d'intuition, dont les erreurs pèsent lourd, notamment lors de la bataille de Morat.

### La marine

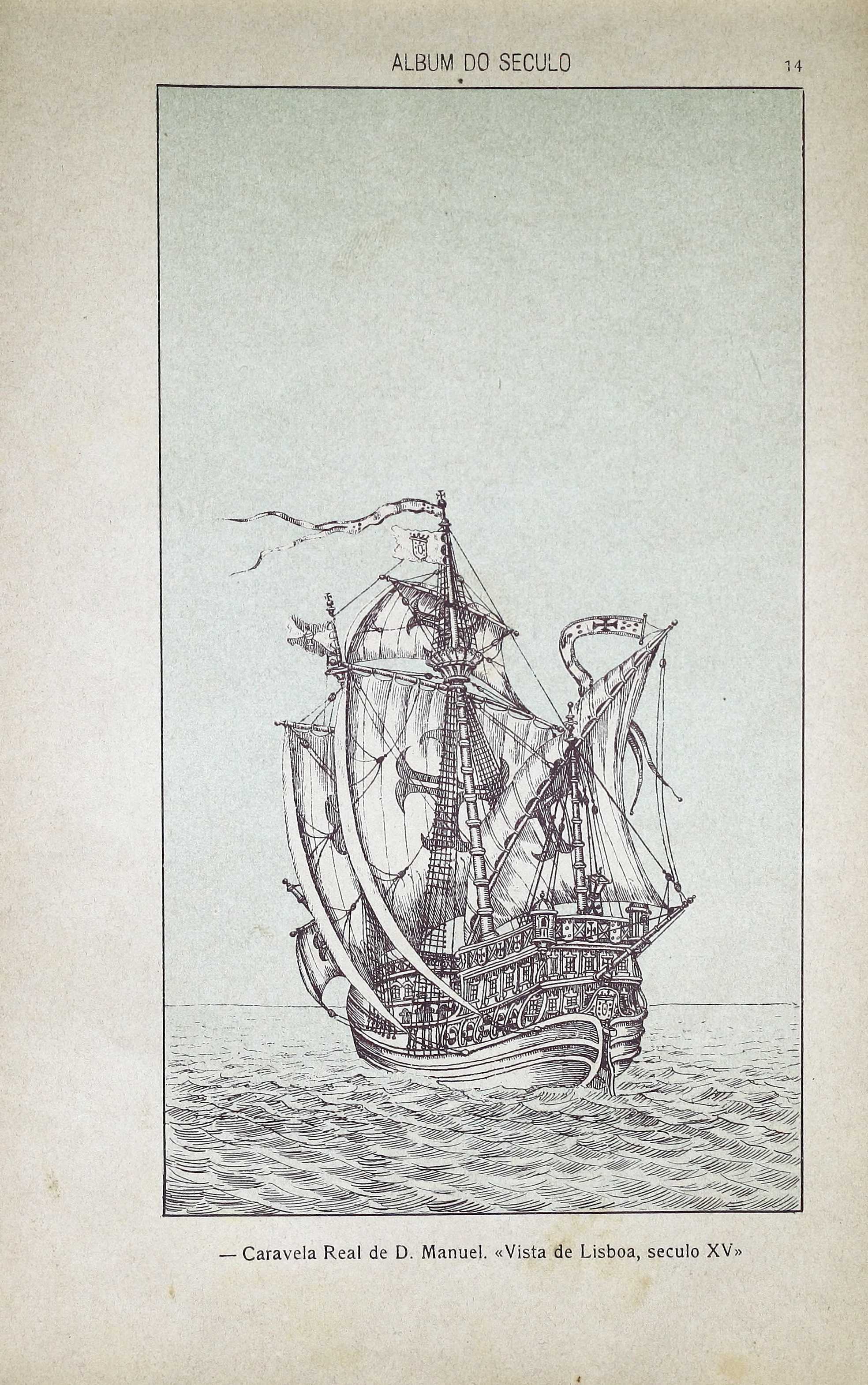
Caravelle du XVe siècle

Fort méconnue, la marine bourguignonne était relativement importante et supérieure à la flotte française et pouvait être périodiquement équivalente à la flotte britannique. Composée de caravelles, de caraques, de galiotes et de galères, elle était basée en Flandre et en Picardie. La marine bourguignonne était dirigée par des amiraux comme Josse de Lalaing, Philippe de Clèves, Henri de Veere, Geoffroy de Thoisy, ou Waleran de Saint-Pol.
En 1387, la marine bourguignonne qui escortait des navires marchands, est interceptée par la marine anglaise et vaincue au large de L'Écluse. En 1436, trop peu nombreuse et non soutenue par les troupes au sol, elle est à nouveau mise en échec par la flotte anglaise lors du siège de Calais. En 1441, partant de Boulogne, une flotte de sept navires puissamment armés, parvient à rallier l'île de Rhodes afin de prêter main-forte aux chevaliers de l'ordre de Saint-Jean de Jérusalem, directement menacée par les Mamelouks égyptiens.
Trois ans plus tard une seconde expédition navale est lancée pour soutenir de nouveau les chevaliers de Saint-Jean. Elle est une nouvelle fois commandée par Geoffroy de Thoisy et secondé par Walerand de Wavrin. L'amiral bourguignon parvient à rentrer en mer Noire le 8 avril 1445, après une escale à Constantinople. Il est accompagné par quelques bâtiments vénitiens. Il capture alors de nombreux navires turcs (marchands et militaires) puis, dévaste le château turc de Ünye. Il conservera la maîtrise de la mer jusqu'en juillet où il est envoyé patrouiller au Levant. Il finit par être rappelé aux Pays-bas bourguignons à la toute fin de l'année 1446. Walerand de Wavrin, reste en mer Noire jusqu'en novembre sans succès militaire. La campagne initialement risquée et incertaine est un grand succès mais qui n'aura que peu de retombées pour l'état Bourguignon. Sur ce succès, Philippe le bon commence la construction d'une flotte permanente mais qu'il abandonnera après l'échec du vœu du Faisan pour une nouvelle croisade. Dernier fait d'arme, en 1470 la flotte bourguignonne parvient à bloquer les ports de la Manche pendant plusieurs mois empêchant tout échanges entre la France et l'Angleterre.
La flotte bourguignonne n'était pas permanente. Elle était levée uniquement en cas de conflit ou de menaces, puis désarmée et vendue une fois celui-ci terminé. Les navires bourguignons provenaient généralement de Nice (Duché de Savoie), du Portugal ou de Venise quand ils étaient achetés, sinon des chantiers naval des Flandres et du Brabant quand ils étaient directement construits. La flotte bourguignonne sut impressionner plusieurs personnalités étrangères de son temps comme l'italien Rodolphe de Castiglione qui la qualifiera de bella e grossa armata.

### La Justice
Philippe le Téméraire créa un Parlement à Beaune , et autour du duc fut institué un Grand Conseil judiciaire, itinérant et sous la juridiction du Parlement de Paris, jusqu'en 1471.
En décembre 1473, Charles le Téméraire créa un nouveau Parlement à Malines, cour souveraine recevant les appels des sujets de tous les Pays-Bas bourguignons. Il a été aboli par le Grand Privilège de Marie de Bourgogne en 1477, pour être rétabli par son fils Philippe le Beau sous le nom de "Grand Conseil de Malines".

### La gestion des finances
Les Chambres des Comptes sont des éléments majeurs de la centralisation du pouvoir et du système financier moderne mis en place par les ducs. Philippe le Hardi créa des Chambres à Lille et à Dijon ; Philippe le Bon à Bruxelles et La Haye . Charles le Téméraire créa en 1474 une Chambre unique pour les Pays-Bas bourguignons, à Malines, comme le Parlement. Malines devient la capitale de l'administration nord-bourguignonne. La ville avait l'avantage d'être une seigneurie indépendante, donc ni la Flandre , ni le Brabant ni la Hollande serait privilégiée par ce choix.
Les impôts étaient indirects. Les villes refusaient les impôts directs, mais néanmoins les impôts ne faisaient qu'augmenter et devenaient de plus en plus directs. Sous Charles le Téméraire, les campagnes militaires coûtaient cher et des aides militaires étaient souvent réclamées, jusqu'en 1475 et l'octroi d'une aide de 500 000 écus par les États généraux des Pays-Bas.

## Composition territoriale

### Liste des possessions bourguignonnes

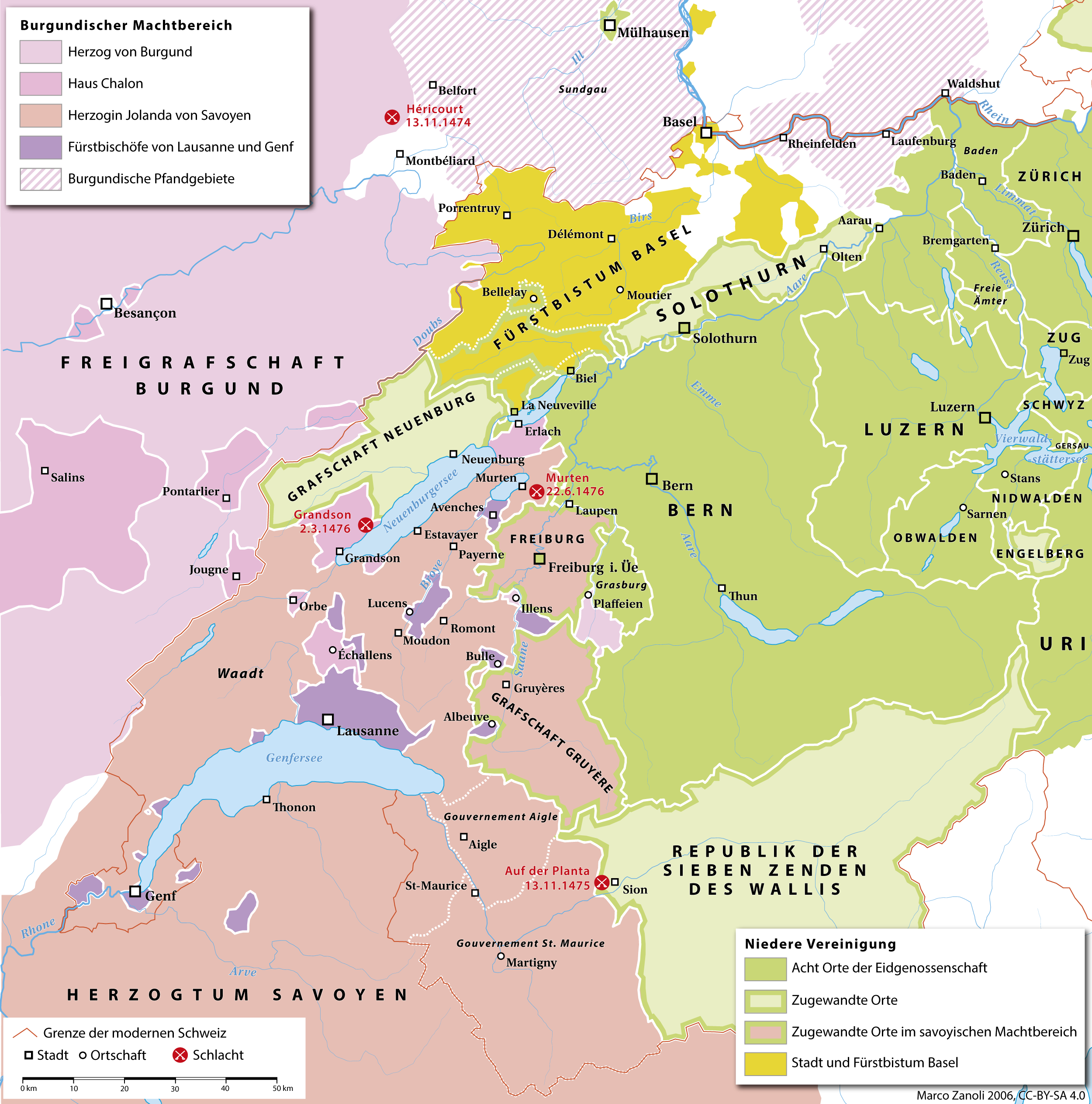
Le pays de Vaud savoyard et les seigneuries bourguignonnes en rose foncé.

- Duché de Bourgogne (918)
- Cte de Bourgogne (1335, 1384)

Construction territoriale de l'État Bourguignon (1363-1477)
Duché de Bourgogne (918)
de Bourgogne (1335, 1384)
Brionnais (1363)
Nevers, Flandre, Artois, Rethel (1384)
Charolais (1390)
Hainaut, Brabant, Artois, Vermandois, Ponthieu, Auxerre (1435)
Luxembourg (1451)
Sundgau, Brisgau (1469)
Gueldre, Zutphen (1473)
Bar, Lorraine (1475)

À son apogée dans les années 1470 sous Charles le Téméraire, ce vaste ensemble territorial comprend deux grands groupes de provinces : les Pays-Bas bourguignons et les deux-Bourgognes, entre lesquels s'étendent les domaines (sous influence bourguignonne) des ducs de Lorraine. Ces deux grands groupes de provinces sont respectivement nommés pays de par-deçà et pays de par-delà. Bien que la capitale historique des ducs de Valois-Bourgogne soit Dijon, la cour est itinérante et séjourne le plus souvent dans le Brabant (Bruxelles) ou en Flandre (Lille, Bruges ou Gand).
| Seigneurie                   | Armoiries | Acquise en | Perdue en |
| ---------------------------- | --------- | ---------- | --------- |
| Duché de Bourgogne           |           | 1363       | 1477      |
| Brionnais                    |           | 1363 1493  | 1477 —    |
| Comté de Bourgogne           |           | 1384 1493  | 1479 —    |
| Comté de Charolais           |           | 1390 1493  | 1477 —    |
| Comté de Mâcon               |           | 1435       | 1477      |
| Comté d'Auxerre              |           | 1435       | 1477      |
| Seigneurie de Salins         |           | 1384       | —         |
| Seigneurie de Bar            |           | 1435       | 1477      |
| Seigneurie de Château-Chinon |           | 1454 1482  | 1477 —    |

| Seigneurie                           | Armoiries | Acquise en | Perdue en |
| ------------------------------------ | --------- | ---------- | --------- |
| Duché de Brabant                     |           | 1405/1430  | —         |
| Duché de Lothier (titre honorifique) |           | 1405/1430  | —         |
| Duché de Limbourg                    |           | 1405/1430  | —         |
| Duché de Luxembourg                  |           | 1443       | —         |
| Duché de Gueldre                     |           | 1473       | 1492      |
| Comté de Flandre                     |           | 1384       | —         |
| Comté d'Artois                       |           | 1384 1493  | 1477 —    |
| Comté de Boulogne                    |           | 1384       | 1477      |
| Comté de Guînes                      |           | 1384       | 1477      |
| Comté de Namur                       |           | 1430       | —         |
| Comté de Hainaut                     |           | 1433       | —         |
| Comté de Hollande                    |           | 1433       | —         |
| Comté de Zélande                     |           | 1433       | —         |
| Comté de Ponthieu                    |           | 1435       | 1477      |
| Comté de Vermandois                  |           | 1435       | 1477      |
| Comté d'Eu                           |           | 1476       | 1477      |
| Comté de Zutphen                     |           | 1473       | 1492      |
| Marquisat d'Anvers                   |           | 1430       | —         |
| Seigneurie de Malines                |           | 1384       | —         |
| Seigneurie de Frise                  |           | 1430       | —         |
| Villes de la Somme                   |           | 1435 1465  | 1463 1477 |

| Seigneurie                             | Armoiries | Acquise en | Perdue en |
| -------------------------------------- | --------- | ---------- | --------- |
| Duché de Lorraine                      |           | 1475       | 1476      |
| Duché de Bar                           |           | 1475       | 1476      |
| Landgraviat de Haute-Alsace et Sundgau |           | 1469       | 1477      |
| Brisgau                                |           | 1469       | 1477      |

| Seigneurie               | Armoiries | Acquise en | Perdue en |
| ------------------------ | --------- | ---------- | --------- |
| Seigneurie de Grandson   |           | 1424       | 1476      |
| Seigneurerie d'Orbe      |           | 1412       | 1476      |
| Seigneurerie de Cerlier  |           | 1407       | 1476      |
| Seigneurerie d'Echallens |           | 1410       | 1476      |
| Seigneurie de Planfayon  |           | 1387       | 1474      |
| Seigneurie de Bottens    |           | 1414       | 1476      |

#### Liste des domaines sous influence bourguignonne
- Seigneuries ecclésiastiques ou urbaines sous le contrôle de la maison de Bourgogne
  - Principauté épiscopale de Liège
  - Abbaye de Luxeuil
  - Évêché de Bâle
  - Évêché de Cambrai
  - Évêché d'Utrecht
  - Trois-Évêchés (Metz, Toul et Verdun)
  - Ville et Châtellenie de Tournai
- Alliés
  - Duché de Savoie
  - Duché de Clèves
  - Comté de Montbéliard
  - Comté de Nevers (branche cadette de Bourgogne-Nevers)
  - Comté de Rethel (branche cadette de Bourgogne-Nevers)
  - Comté d'Eu (branche cadette de Bourgogne-Nevers)

## Emblèmes de l’État bourguignon
Initialement le premier étendard bourguignon fut la croix de Saint-André, choisi par Jean sans peur pendant le conflit avec les Armagnacs. Cet étendard évoluera pour devenir la croix de Bourgogne qui selon les gravures et images de l'époque pouvaient avoir beaucoup de variantes, dans les couleurs, la forme et les symboles associés. Sa définition héraldique est d'argent au sautoir écoté de gueules. Mais la croix de Saint-André ne disparaîtra pas complètement et continuera d'être utilisée jusqu'à la fin de l'état bourguignon. Ces armoiries ont été reprises par l'Académie royale des sciences, des lettres et des beaux-arts de Belgique.
On trouve également comme symbole notoire de la Bourgogne le briquet à silex, seul ou entouré de flammes. Initialement le symbole personnel de Philippe le Bon, le briquet va se maintenir et perdurer pour être associé à d'autres institutions bourguignonnes comme l'Ordre de la Toison d'or ou l'armée. Placé horizontalement ou verticalement, il représente la lettre B de Bourgogne.
La toison d'or est un symbole incontournable de l'état bourguignon dont les chevaliers devaient l'arborer en toute circonstance.
On peut citer aussi le rabot mais qui ne resta en vigueur que sous Jean sans peur, dont c'était le symbole personnel. Ce dernier ne perdura pas au delà de la mort du Duc. Il avait été choisi pour contrer le symbole de Louis d'Orléans, son rival, qui utilisait un bâton noueux.
Enfin on peut ajouter le lion comme symbole bourguignon, visible sur certaines images, pièces de monnaie et surtout les tombeaux des ducs de Bourgogne. Il apparait comme symbole dès le début du XVe siècle, vers l'époque l'assassinat de Louis d'Orléans.

Étendard ducal des Valois-Bourgogne
Premier drapeau bourguignon, sous Jean sans Peur
Drapeau à croix de Bourgogne, version assez répandue dans le duché et le Comté
Drapeau militaire de l’État bourguignon sous le règne de Charles le Téméraire
Croix de Bourgogne avec insigne de la toison d'or, représentant l'état et les institutions
Drapeau des Pays-Bas bourguignons
Autre emblème souvent repris sur des bannières ou plaques de cheminée
Le briquet symbole de l'état bourguignon
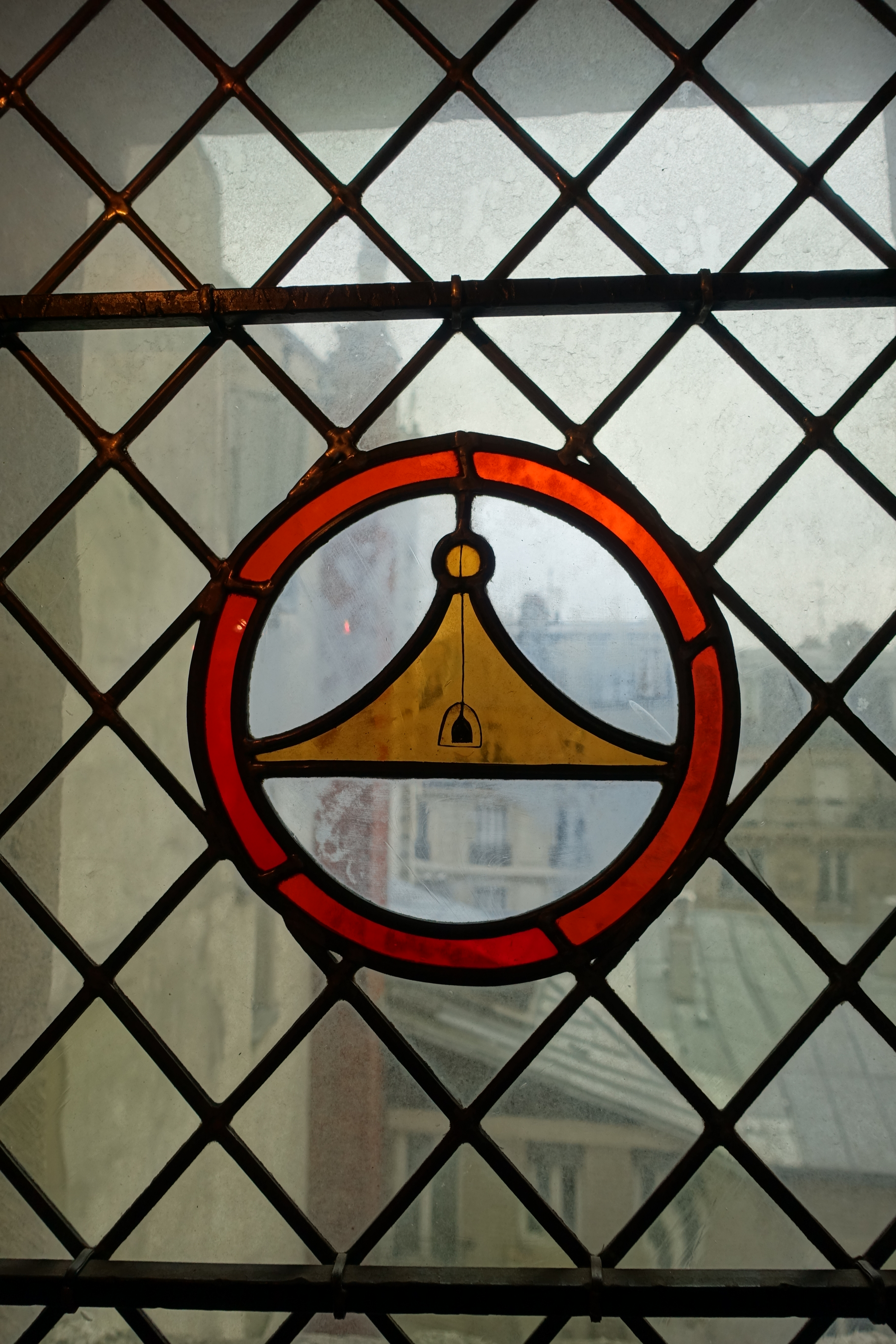
Le rabot de Jean sans peur (Tour Jean sans Peur, Paris)
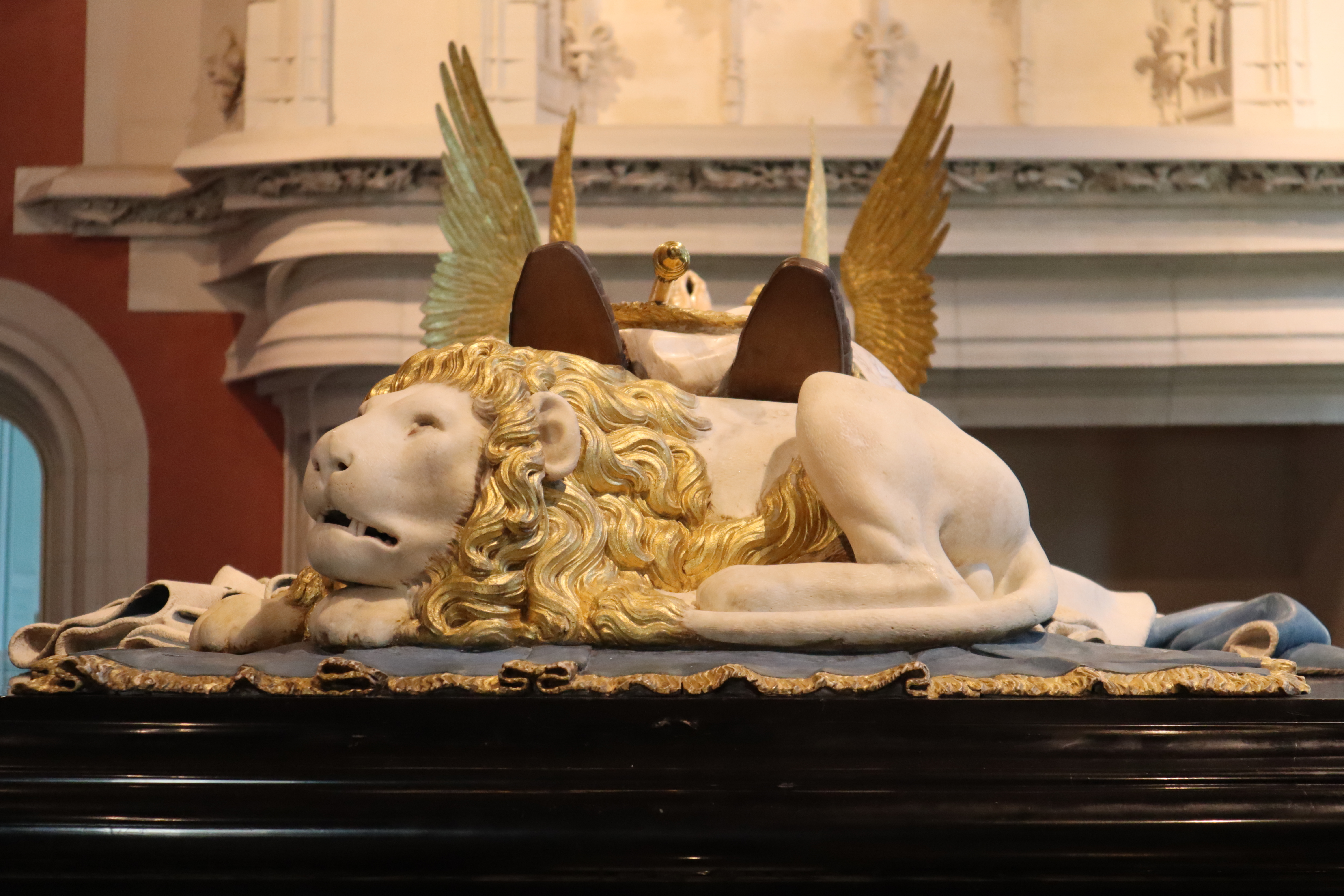
Lion couché aux pieds du gisant de Philippe le Hardi (Dijon)